# Nikolaus von Kues

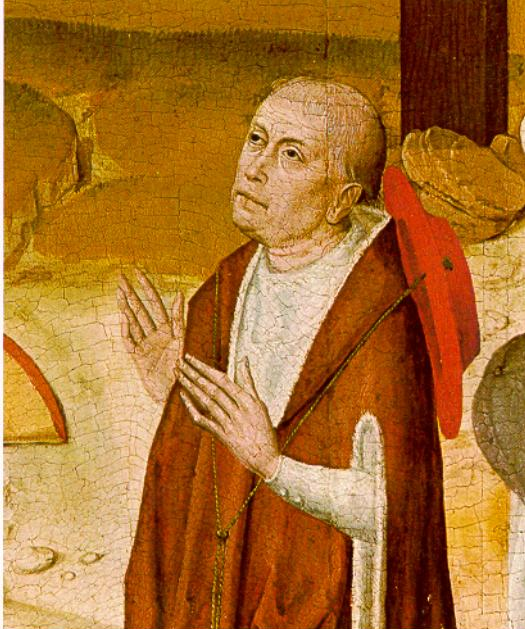
Nikolaus von Kues. Zeitgenössisches Stifterbild vom Hochaltar der Kapelle des St.-Nikolaus-Hospitals, Bernkastel-Kues

Nikolaus von Kues [kuːs], auch Nicolaus von Cues, latinisiert Nicolaus Cusanus oder Nicolaus de Cusa (* 1401 in Kues an der Mosel, heute Bernkastel-Kues; † 11. August 1464 in Todi, Umbrien), war ein deutscher Philosoph, Theologe, Kardinal, Mathematiker und Physiker. Er war schon zu Lebzeiten berühmt, universal gebildet und gehörte zu den ersten deutschen Humanisten in der Epoche des Übergangs zwischen Spätmittelalter und Früher Neuzeit. Ihm wurde der Beiname doctor christianus verliehen.
In der Kirchenpolitik spielte Nikolaus eine bedeutende Rolle, insbesondere in den Auseinandersetzungen um die Kirchenreform. Auf dem Konzil von Basel stand er anfangs auf der Seite der Mehrheit der Konzilsteilnehmer, die eine Beschränkung der Befugnisse des Papstes forderte. Später wechselte er aber ins päpstliche Lager, das letztlich die Oberhand gewann. Er setzte sich tatkräftig für die päpstlichen Interessen ein, zeigte diplomatisches Geschick und machte eine glanzvolle Karriere als Kardinal (ab 1448), Päpstlicher Legat, Fürstbischof von Brixen und Generalvikar im Kirchenstaat. In Brixen stieß er allerdings auf den massiven Widerstand des Adels, der Äbtissin Verena von Stuben und des Landesfürsten Siegmund, gegen den er sich nicht durchsetzen konnte.
Als Philosoph stand Nikolaus in der Tradition des Neuplatonismus, dessen Gedankengut er sowohl aus antikem als auch aus mittelalterlichem Schrifttum aufnahm. Sein Denken kreiste um das Konzept des Zusammenfalls der Gegensätze zu einer Einheit, in der sich die Widersprüche zwischen scheinbar Unvereinbarem auflösen. Metaphysisch und theologisch sah er in Gott den Ort dieser Einheit. Auch in der Staatstheorie und Politik bekannte er sich zu einem Einheitsideal. Das Ziel, eine möglichst umfassende Eintracht zu verwirklichen, hatte für ihn höchsten Wert, sachliche Meinungsverschiedenheiten hielt er demgegenüber für zweitrangig. Auf dieser Grundlage entwickelte er eine für seine Zeit ungewöhnliche Vorstellung von religiöser Toleranz. Dem Islam, mit dem er sich intensiv auseinandersetzte, billigte er einen gewissen Wahrheitsgehalt und eine Existenzberechtigung zu.

## Leben

### Jugend und Studium

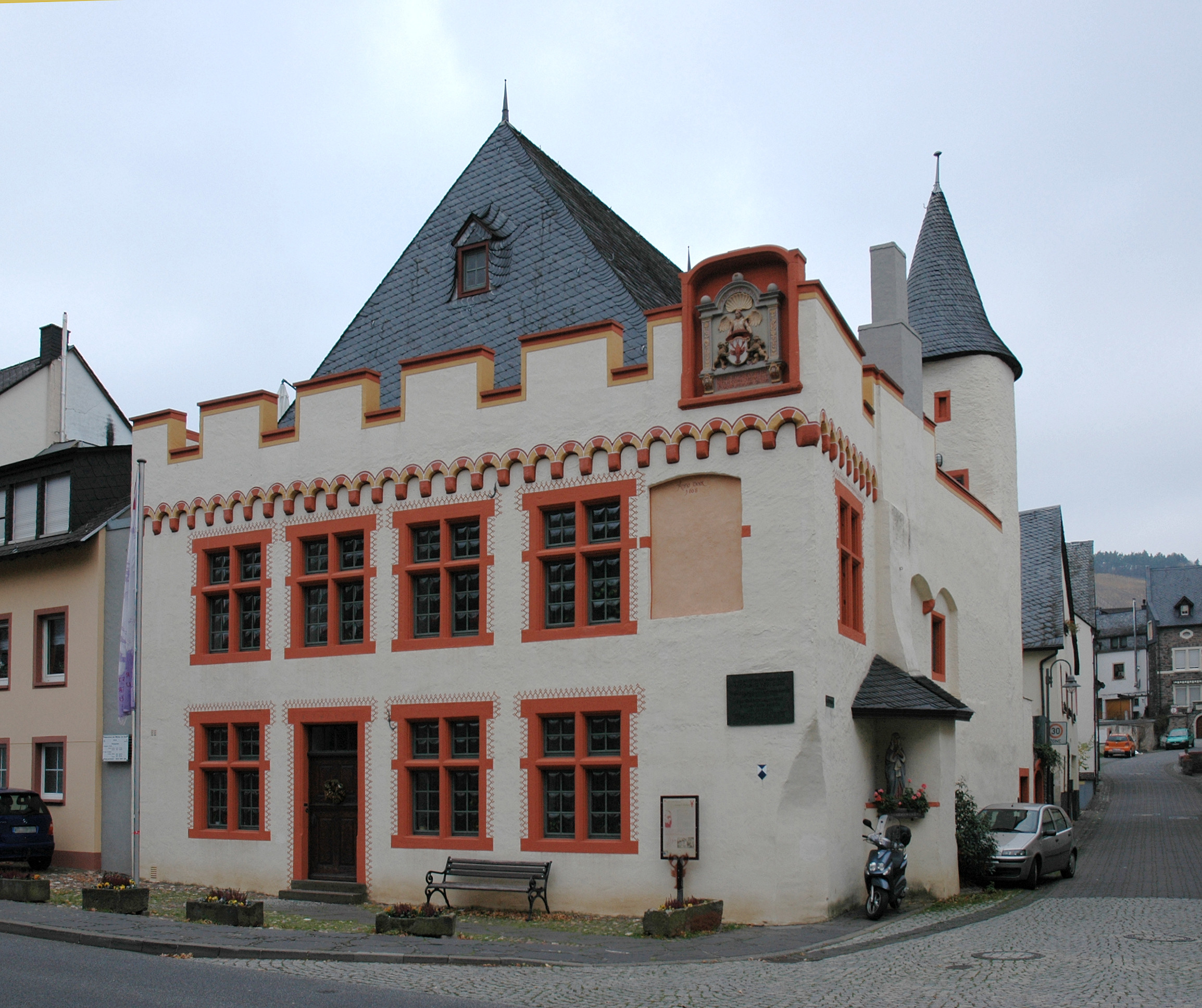
Das Geburtshaus des Nikolaus von Kues

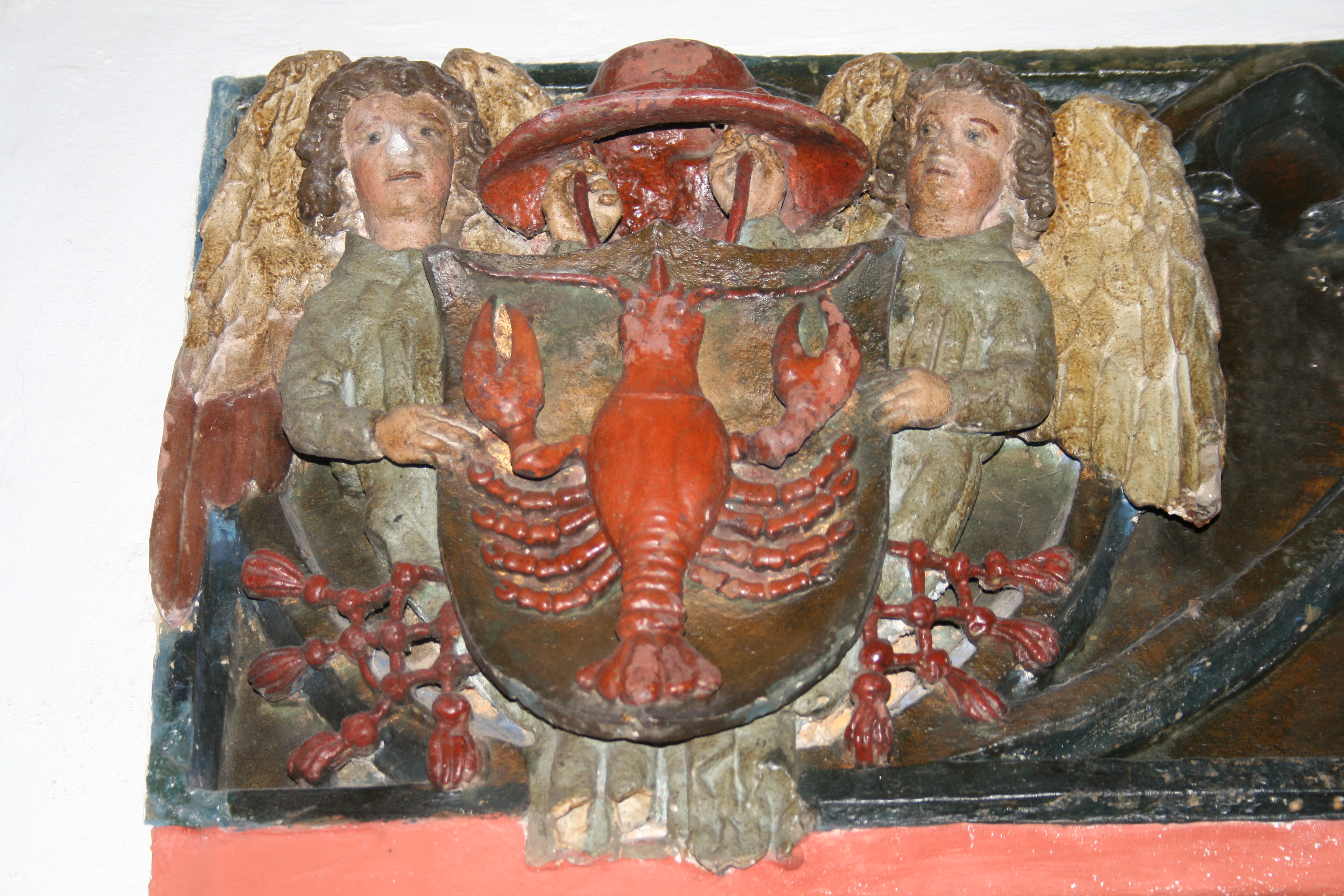
Wappen des Nikolaus Cryfftz (Krebs) von Kues

Nikolaus von Kues wurde als Nikolaus Cryfftz in Kues an der Mosel geboren. Sein Vater Johann („Henne“) Cryfftz war als Schiffer ein wohlhabender Kaufmann. Mit dem Familiennamen Cryfftz (Krebs, lateinisch Cancer) nannte sich Nikolaus letztmals 1430; dieser Name wurde später hauptsächlich von seinen politischen Gegnern weiter benutzt, während Nikolaus selbst nach Art der Humanisten den Gelehrtennamen Nicolaus Treverensis („Nikolaus von Trier“) oder Nicolaus de Cusa trug. In Heidelberg immatrikulierte er sich 1416 in der Artistenfakultät der dortigen Universität, in der damals der Nominalismus die vorherrschende philosophische Richtung war. Im folgenden Jahr verließ er Heidelberg. Wahrscheinlich schon damals, spätestens 1420 ging er nach Padua zum Studium des Kirchenrechts, das er im Frühjahr oder Frühsommer 1423 mit der Promotion zum doctor decretorum („Doktor der Dekrete“) abschloss. In Padua knüpfte er Kontakte zu Persönlichkeiten, die in der Folgezeit prominente Kirchenmänner wurden, den späteren Kardinälen Giuliano Cesarini und Domenico Capranica. Dort schloss er auch eine lebenslange Freundschaft mit dem bedeutenden Mathematiker und Astronomen Paolo dal Pozzo Toscanelli. Entsprechend seinem allseitigen Bildungsinteresse erwarb er eine Fülle von Kenntnissen auf Gebieten, die in keinem Zusammenhang mit seinem Studienfach standen.

### Pfründen und Ämter
Spätestens Anfang Februar 1425 war Nikolaus wieder in Kues. Er trat in den Dienst des dort zuständigen Erzbischofs von Trier, Otto von Ziegenhain, in dessen Auftrag er 1427 seine erste Romreise unternahm. Otto machte ihn zu seinem Sekretär und verschaffte ihm zahlreiche Pfründen (mit regelmäßigen Einkünften verbundene kirchliche Ämter), darunter insbesondere die Dekanei am Stift St. Florin in Koblenz mit einem Kanonikat. Der Erwerb von Pfründen war ihm ebenso wie anderen Humanisten stets ein wichtiges Anliegen, denn die damit verbundenen Einkünfte verschafften ihm seinen Lebensunterhalt und die materielle Grundlage für seine ausgedehnten Aktivitäten. Insgesamt hat Nikolaus im Lauf seines Lebens 30 Pfründen entweder besessen oder in seinen Besitz zu bringen versucht. Er kümmerte sich intensiv um seine Pfründen und die mit ihnen verbundene Wirtschaftsführung, wobei ihm seine ökonomische Begabung zugutekam. Damaligem Brauch entsprechend hatte Nikolaus geistliche Ämter inne, ohne die entsprechenden Weihen zu besitzen; die Priesterweihe erhielt er erst zwischen 1436 und 1440.

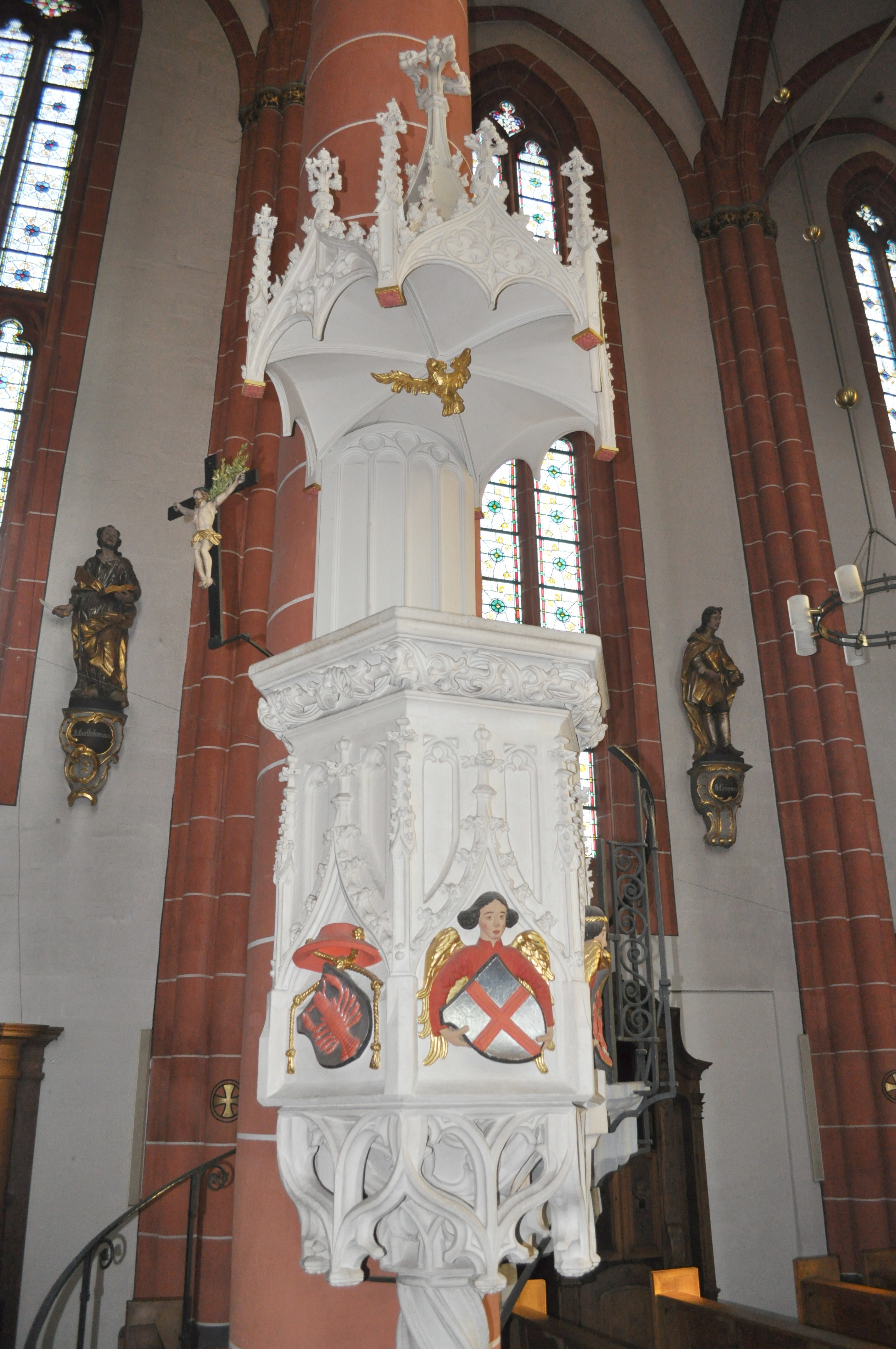
Steinkanzel in der Wendalinusbasilika zu St. Wendel, von Nikolaus von Kues im Jahre 1462 gestiftet

Dass er zu den erfolgreichen „Pfründenjägern“ gehörte, zeigt die lange Liste seiner geistlichen Ämter, darunter: Pfarrkirche St. Andreas in Altrich (1425–1429); Kanonikat an St. Simeon in Trier (1426–1428); Pfarrkirche St. Gangolf in Trier (ab 1427); Dekanei an Liebfrauen in Oberwesel (1427–1431, 1431 gegen eine Jahresrente getauscht); Dekanei an St. Florin in Koblenz (1427–1445); Kanonikat an St. Kastor in Karden (1430 bis nach 1452); Kanonikat an St. Florin in Koblenz (ab 1430); Vikarie an St. Paulin in Trier (1430 bis nach 1438); Kanonikat an St. Martin in Oberwesel (1433 bezeugt); Propstei in Münstermaifeld (1435–1445); Pfarrkirche Bernkastel (1436–1441 bezeugt); Propstei in Magdeburg (1437–1439 bezeugt; dort konnte sich Nikolaus jedoch nicht durchsetzen), Propst des Klosters Ilmmünster (1437–1455 unsicher); Kanonikat in Lüttich (1438–1461); Propstei von St. Aposteln in Köln (1441; erlangt, aber nicht realisiert); Johannes-Altar in Münstermaifeld (ab 1442); ein päpstliches Subdiakonat (ab 1443); Pfarrkirche in Schindel (1443–1464); Kanonikat und Domherrenpräbende in Utrecht (1443–1446); Archidiakonat von Brabant (1445–1455/59); Propstei in Oldenzaal (1446 bis 1452/53); Pfarrkirche St. Wendelin in St. Wendel (1446 erstmals bezeugt); Titelkirche San Pietro in Vincoli in Rom (1449–1464); päpstliche Vollmacht zur Übertragung von 10 Kanonikaten sowie zur Reservierung von 10 Präbenden und 20 weiteren Benefizien (1450); Bistum Brixen (1450–1464); Propstei in Münstermaifeld (durch Rücktausch erneut erhalten, 1455/59–1464); Abtei SS. Severo e Martirio bei Orvieto (1463–1464); Propstei von St. Mauritius in Hildesheim (1463 erhalten, aber nicht realisiert).

### Humanistische und wissenschaftliche Aktivitäten
Im Frühjahr 1425 ließ sich Nikolaus an der Universität Köln als Doktor des Kirchenrechts immatrikulieren. Wahrscheinlich lehrte er dann dort, doch gibt es dafür keinen Beleg. Er schloss Freundschaft mit dem sechs Jahre älteren Professor Heymericus de Campo, der in Köln zunächst an der Fakultät der Artes tätig war und ab 1428 Theologie unterrichtete. Heymericus, der zur Traditionslinie des scholastischen Philosophen und Theologen Albertus Magnus gehörte, beeinflusste Nikolaus stark; er brachte ihm den Neuplatonismus nahe und machte ihn mit den Schriften des Pseudo-Dionysius Areopagita vertraut, die dem Mittelalter spätantikes neuplatonisches Gedankengut vermittelt hatten. 1428 reiste Nikolaus nach Paris, um dort Werke des katalanischen Denkers Raimundus Lullus zu studieren. Er setzte sich intensiv mit Lullus auseinander. Viele Werke des Katalanen schrieb er eigenhändig ab, wobei er sich dazu Notizen machte. Zwei Rufe nach Löwen, wo ihm die Universität eine Kirchenrechtsprofessur anbot, schlug er 1428 und 1435 aus.
Als Humanist leistete Nikolaus Bedeutendes in der historisch-philologischen Forschung, sowohl durch Auffindung von Handschriften teils verschollener antiker Werke und Entdeckung unbekannter mittelalterlicher Quellen als auch durch seine kritische Auseinandersetzung mit den Quellentexten. Er gehörte zu den Pionieren der rechtshistorischen Forschung, die damals wegen der Auseinandersetzungen um die Kirchenreform einen besonderen Aktualitätswert hatte. Wegweisend war seine Leistung, nicht nur die gängigen Rechtssammlungen heranzuziehen, sondern auch verschollene Handschriften und Urkunden ausfindig zu machen und für aktuelle Konflikte auszuwerten. Er studierte die alten germanischen Volksrechte und verglich ihre Bestimmungen mit der Rechtspraxis seiner Zeit. In der Kölner Dombibliothek entdeckte er eine Handschrift mit Papstbriefen an die frühmittelalterlichen fränkischen Könige („Codex epistolaris Carolinus“). 1433 zeigte er mit historischen Argumenten, dass die Konstantinische Schenkung, eine angebliche Urkunde Kaiser Konstantins des Großen, auf die sich die Kurie seit dem 11. Jahrhundert zur Begründung ihrer territorialen Ansprüche stützte, eine Fälschung ist. Wenige Jahre später erbrachte Lorenzo Valla einen Beweis der Fälschung, der auf sprachlichen Beobachtungen basierte. Auch die Unechtheit von angeblichen Texten antiker Päpste, die in den pseudo-isidorischen Dekretalen enthalten waren, konnte Nikolaus nachweisen. Unter den Handschriften mit Werken antiker Schriftsteller, die er entdeckte, war eine, die zwölf bis dahin unbekannte Komödien des Plautus enthielt, und eine mit den ersten sechs Büchern der Annalen des Tacitus.
Wie bei Humanisten üblich war auch Nikolaus bibliophil (bücherliebend), er sammelte eifrig wertvolle Handschriften aller Art, wobei er auch Bände mit prachtvollem Buchschmuck zu schätzen wusste. Allerdings war er kein typischer Renaissance-Humanist, denn das primär an stilistischer Qualität orientierte Literatentum, die Begeisterung für vollendete rhetorische und poetische Kunst spielte bei ihm eine geringe Rolle. Stattdessen zeigte er ein bei damaligen Humanisten seltenes Interesse an eigenständiger Auseinandersetzung mit schwierigen philosophischen und theologischen Fragen.
1450 schloss Nikolaus mit dem Astronomen Georg von Peuerbach Freundschaft. Schon vorher hatte er sich intensiv mit Astronomie beschäftigt und 1444 astronomische Instrumente und Schriften gekauft, doch ist unbekannt, ob er die Instrumente auch für eigene Beobachtungen benutzt hat.
In seiner Schrift über die Kalenderreform (De correctione kalendarii) ging Nikolaus auf die Fehlerhaftigkeit des Julianischen Kalenders und der Osterrechnung ein. Damit war er ein wichtiger Vertreter der Bemühungen um eine Kalenderreform. Sein Anliegen wurde jedoch erst 1582 durch die Gregorianische Kalenderreform verwirklicht.

### Politik und Kirchenpolitik

#### Konzil von Basel
Anfang 1430 starb Nikolaus’ Förderer Otto von Ziegenhain, der Erzbischof von Trier. Im Streit um die Nachfolge („Trierer Bischofsstreit“) stellte sich Nikolaus auf die Seite des Kandidaten Ulrich von Manderscheid, hinter dem eine starke Adelspartei stand. Ulrichs Rivalen waren Jakob I. von Sierck, den die Mehrheit des Domkapitels gewählt hatte, und Raban von Helmstatt, der Kandidat von Papst Martin V. Ulrich setzte sich mit Gewalt durch und wurde exkommuniziert. Nach dem Tod Papst Martins wandte sich Ulrich Anfang 1432 an das Konzil von Basel, wo er sich gegen den neuen Papst Eugen IV. durchzusetzen hoffte. Er schickte Nikolaus, der sein Sekretär und Kanzler war und ihn bereits auf dem Nürnberger Reichstag 1431 vertreten hatte, nach Basel. Nikolaus erhob die örtliche Auseinandersetzung um das Trierer Erzbistum zu einer Grundsatzfrage, indem er für die Rechte der Laienschaft eintrat, der kein Bischof vom Papst aufgezwungen werden dürfe. Er teilte die Auffassung der Konzilsmehrheit, wonach das, was alle betrifft, auch von allen gebilligt werden muss, und vertrat den Vorrang des göttlichen Rechts und des Naturrechts vor dem positiven Recht. Daran habe sich sogar der Papst zu halten; er müsse daher einen Konsens mit den von seinen Entscheidungen Betroffenen anstreben.
Zwar unterlag Ulrich vor dem Konzil, doch konnte Nikolaus dort zunehmend Ansehen und Einfluss gewinnen; sein diplomatisches Geschick und seine Befähigung zur Vermittlung in Konflikten fanden Wertschätzung. Zu den Aufgaben, die ihm übertragen wurden und die er lösen konnte, gehörten die Erzielung eines Kompromisses mit den rebellischen Hussiten, die sich nach anfänglicher Ablehnung auf seine Ideen einließen, und die Klärung der Rolle der päpstlichen Legaten auf dem Konzil. Anfangs stand er schon wegen seiner Rolle als Interessenvertreter Ulrichs auf der Seite der Konziliaristen, die für den Vorrang des Konzils gegenüber dem Papst eintraten und unter den Konzilsteilnehmern in der Mehrheit waren. Als Anhänger Ulrichs war er aus der Sicht der Kurie sogar exkommuniziert. 1436 vollzog er jedoch einen Parteiwechsel und stellte sich auf die Seite der Minderheit, die den Papst unterstützte. Ausschlaggebend war dabei für ihn das Ziel, eine Wiedervereinigung der katholischen Kirche mit der orthodoxen byzantinischen Kirche zu erreichen; diese Absicht glaubte er eher mit dem Papst als mit den Konziliaristen verwirklichen zu können. Der byzantinische Gesandte erkannte die päpstlich gesinnte Konzilsminderheit als rechtmäßige Vertretung der westlichen Kirche an.
Inwieweit Nikolaus’ Übertritt zur päpstlichen Partei eine Konsequenz aus seinen schon zuvor vertretenen theoretischen Überzeugungen war, wie er selbst behauptete, und welche Rolle möglicherweise opportunistische Motive spielten, war schon damals umstritten und konnte bis heute nicht eindeutig geklärt werden. Einerseits hatte Nikolaus schon als Konziliarist Argumente vorgebracht, auf die er sich später beim Parteiwechsel berufen konnte, andererseits legte auch ein machtpolitisches Kalkül den Schritt nahe; er hegte die realistische und zutreffende Erwartung, dass das Konzil scheitern werde, und seine Gesinnungsänderung wurde zum Ausgangspunkt für seine glänzende Karriere.

#### Als Gesandter in Konstantinopel
Am 17. Mai 1437 verließ Nikolaus Basel und begab sich im Auftrag der päpstlichen Partei zu Verhandlungen über die Kircheneinheit nach Konstantinopel. Dort setzte er sich gegen eine Gesandtschaft der Konzilsmehrheit durch. Am 27. November 1437 brachen der byzantinische Kaiser Johannes VIII. Palaiologos, der Patriarch von Konstantinopel und zahlreiche Bischöfe der Ostkirche mit den päpstlichen Gesandten, darunter Nikolaus, nach Westen auf. Ihr Ziel war, die Einheit auf einem Unionskonzil zu verwirklichen und so auch militärische Unterstützung für das Byzantinische Reich zu gewinnen, das im Kampf gegen die Türken vom Untergang bedroht war. Zu den Teilnehmern der langen Schiffsreise gehörte der griechische Erzbischof und spätere Kardinal Bessarion, der mit Nikolaus Freundschaft schloss. Am 8. Februar 1438 landeten sie in Venedig. Damit hatte sich Nikolaus erfolgreich auf europäischer Ebene in der Politik profiliert.

#### Als Gesandter in Deutschland
Im März 1438 erklärten die deutschen Kurfürsten und der neue König Albrecht II. ihre Neutralität im Konflikt zwischen Papst Eugen IV. und dem Konzil von Basel. Unter den prominenten päpstlichen Gesandten, welche diese Neutralität aufbrechen und die Deutschen für den Papst gewinnen sollten, war Nikolaus der einzige Deutsche. Zunächst hatte er formal nur einen niederen Rang unter den päpstlichen Beauftragten inne, doch am 22. Juli 1446 wurde er zum Legaten ernannt und übernahm damit eine Schlüsselposition. Seine zentrale Rolle würdigte Enea Silvio de' Piccolomini, der spätere Papst Pius II., indem er ihn den „Herkules der Eugenianer“ nannte; die Gegenseite griff ihn als Verräter an. In dem langwierigen, zehn Jahre dauernden Kampf trat er auf einer Reihe von Reichstagen und Fürstenversammlungen auf, darunter dem Reichstag von Nürnberg 1438, dem Reichstag von Mainz 1441 und dem Fürstentag von Aschaffenburg 1447, auf dem sich die deutschen Fürsten endgültig für den Papst entschieden. 1448 war er maßgeblich am Abschluss des Wiener Konkordats beteiligt, das die kirchlichen Verhältnisse im Reich und die Beziehungen zwischen Reich und Kurie abschließend regelte.
Daneben war Nikolaus in diesen Jahren mit einer Fülle von politischen und kirchlichen Aufgaben in Deutschland beschäftigt, wobei es vor allem um Streitschlichtung ging. Dabei war er insbesondere auch in seiner Trierer Heimatregion aktiv.

#### Kardinal und Bischof von Brixen
Nikolaus wurde zur Belohnung für seine erfolgreichen Dienste von Eugen IV. für das Kardinalat vorgesehen, doch starb der Papst, bevor er diesen Schritt öffentlich verkünden konnte. Im anschließenden Konklave wurden bereits Stimmen für Nikolaus abgegeben. Zum Nachfolger Eugens gewählt wurde aber Kardinal Tommaso Parentucelli, der sich Nikolaus V. nannte und ein bedeutender Förderer des Humanismus und langjähriger Freund des Nikolaus von Kues war. Er erhob den Kusaner am 20. Dezember 1448 öffentlich zum Kardinal und übertrug ihm Anfang 1449 die Titelkirche San Pietro in Vincoli, doch nahm der Neukreierte erst am 11. Januar 1450 in Rom den Kardinalshut in Empfang. Er war zu diesem Zeitpunkt der einzige deutsche Kardinal.
Am 23. März 1450 wurde er vom Papst zum Bischof des Fürstbistums Brixen im heutigen Südtirol ernannt und am 26. April geweiht. Dort musste er sich gegen das Domkapitel durchsetzen, das bereits den dortigen Kanoniker Leonhard Wismair zum Bischof gewählt hatte. Hinter Leonhard stand Herzog Sigmund „der Münzreiche“ von Österreich, der in Tirol regierte. Im März 1451 kam es in Salzburg zu einer Einigung, Nikolaus erreichte den Rücktritt des Gegenkandidaten und wurde vom Herzog anerkannt.
Am 24. Dezember 1450 wurde Nikolaus zum päpstlichen Legaten ernannt und mit außerordentlichen Vollmachten zur Kirchen- und Klosterreform in Deutschland, Österreich und den Niederlanden ausgestattet. Anschließend begab er sich auf die Legationsreise, die bis zum Frühjahr 1452 dauerte. Wiederum bildete die Streitschlichtung einen wesentlichen Teil seiner Aufgaben; zu den Konflikten, mit denen er sich zu befassen hatte, gehörte insbesondere die langwierige Soester Fehde, an deren Beilegung er maßgeblich beteiligt war. Ein wichtiger Auftrag, den er auszuführen hatte, war die Verkündigung des Ablasses, der anlässlich des Jubeljahres 1450 den Gläubigen gewährt wurde.

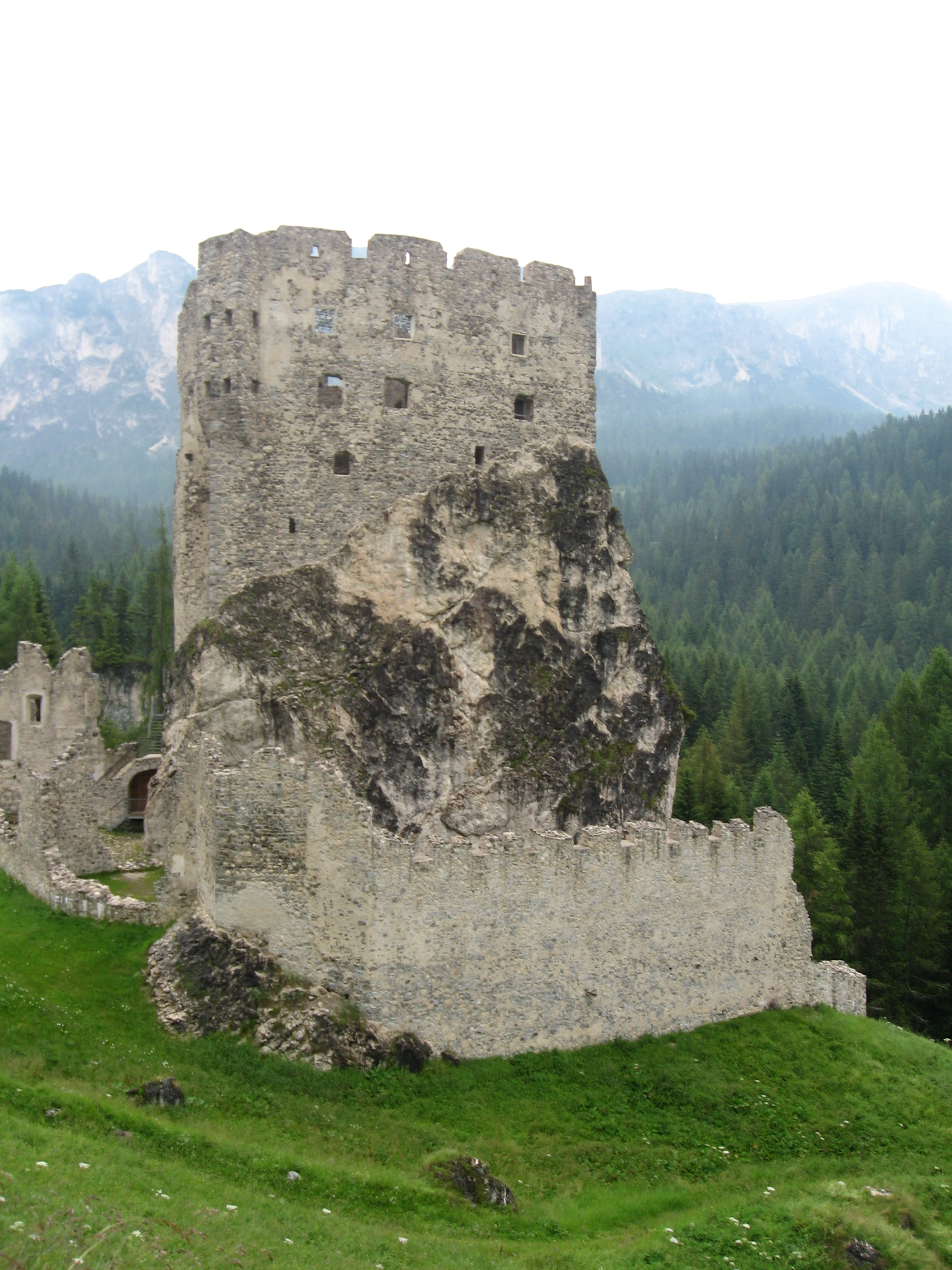
Die Burg Buchenstein (Andraz), auf der Nikolaus Zuflucht fand

Bei der Durchführung der Reform trat Nikolaus, der früher durch seine diplomatische, vermittelnde Art erfolgreich gewesen war, nun auf die Autorität seines Amtes gestützt oft hart und kompromisslos auf. Besonders bei den Bettelorden stieß er auf heftigen Widerstand. Auch die von ihm geforderten rigorosen Maßnahmen gegen die Juden riefen bei Bischöfen, beim Rat der Stadt Nürnberg und beim Markgrafen von Brandenburg Protest hervor und fanden auch beim König und beim Papst keine Zustimmung. Er warf den Juden Habgier und Wucher vor und forderte ihre Kennzeichnung durch sichtbare Zeichen an der Kleidung.
Nach dem Ende der Legationsreise übernahm Nikolaus im April 1452 persönlich die Verwaltung seines schwer verschuldeten Bistums Brixen. Dort wollte er seine Vorstellungen zur Kirchenreform beispielhaft verwirklichen und ein „kirchliches Musterbistum“ – eine „Art ‚Glaubensschweiz‘“ – errichten. Bei der wirtschaftlichen Sanierung des Bistums war er erfolgreich, doch geriet er in Machtkämpfe mit dem Tiroler Adel. Der Widerstand des Adels entzündete sich vor allem an der von Nikolaus vergeblich erstrebten Reform des Klosters Sonnenburg, das der Versorgung von Töchtern aus adligen Geschlechtern diente. Nach einem langwierigen Streit exkommunizierte Nikolaus die widerspenstige Äbtissin Verena von Stuben und zwang sie schließlich zum Rücktritt. In dem Konflikt kam es sogar – ohne Verschulden von Nikolaus – zu einer militärischen Auseinandersetzung („Schlacht im Enneberg“ am 5. April 1458), in der über 50 Mann fielen.
Als Nikolaus 1456 seinem Neffen Simon von Wehlen eine Pfründe im Domkapitel verschaffte und Domherren, die sich dieser Entscheidung widersetzten, exkommunizierte, erregte sein entschiedenes Auftreten Anstoß. Seine Gegner konnten die Unterstützung von Herzog Sigmund gewinnen, dem Nikolaus’ energische Machtausübung generell missfiel. Nikolaus wurde mit Morddrohungen eingeschüchtert. Er zog sich, um sein Leben fürchtend, im Juli 1457 auf die seinem Bistum gehörende Burg Buchenstein (Andraz) zurück, wo er bis September 1458 blieb. Über den gesamten Herrschaftsbereich des Herzogs verhängte er das Interdikt (Verbot gottesdienstlicher Handlungen). Im Mai 1458 trat der konziliaristisch gesinnte Staatsmann Gregor Heimburg in den Dienst Sigmunds. Gregor war ein konsequenter Gegner der päpstlichen Politik und war schon auf den Reichstagen gegen Nikolaus aufgetreten. Schließlich holte Pius II., der im August 1458 den Papstthron bestiegen hatte, Nikolaus nach Rom, wo der Kardinal am 30. September 1458 eintraf.

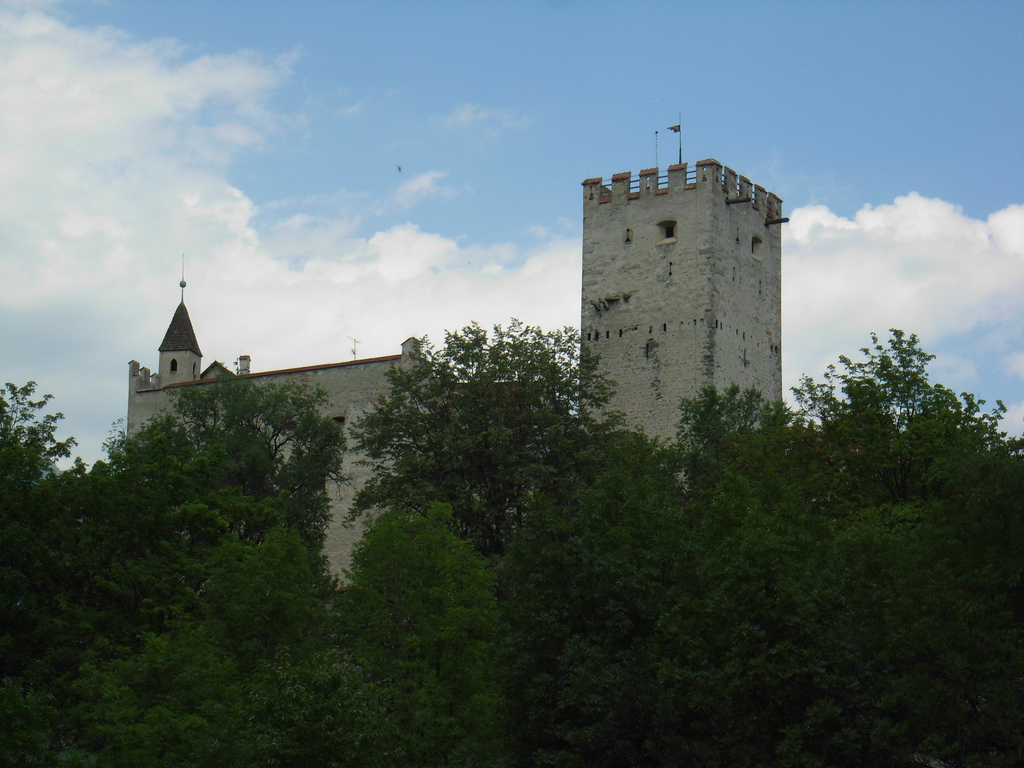
Schloss Bruneck, wo Nikolaus von Kues zur Kapitulation gezwungen wurde

Am 11. Januar 1459 wurde Nikolaus vom Papst zum Legaten und Generalvikar im Kirchenstaat ernannt. Er übernahm die Leitung des Kirchenstaats, während sich Pius zum Fürstenkongress von Mantua begab.
Der Papst wünschte eine Versöhnung zwischen Nikolaus und Sigmund, doch scheiterten seine intensiven Vermittlungsversuche. Der Einfluss Gregor Heimburgs trug erheblich zur Verhärtung der Position des Herzogs bei. Insbesondere über das Recht zur Ausbeutung eines Silberbergwerks bei Garnstein konnte keine Einigung erzielt werden. Im Februar 1460 kehrte Nikolaus nach Brixen zurück und nahm den Kampf um sein Bistum auf. Militärisch war er von Anfang an hoffnungslos unterlegen, überdies konnte er sich nicht auf das Domkapitel und den Klerus verlassen. Viele Geistliche traten für einen Kompromiss ein. Priesterschaft und Bevölkerung waren über das Interdikt erzürnt, das der Kardinal verhängt hatte. Schließlich ging Sigmund zu Ostern 1460 militärisch gegen die Stadt Bruneck vor, wo sich Nikolaus aufhielt. Angesichts der Kräfteverhältnisse gab die Stadt den Kampf schnell auf, Nikolaus zog sich in die Burg zurück. Dort wurde er am 17. April zur Kapitulation gezwungen. Er musste sich zu einer Kriegsentschädigung von 10.000 Rheinischen Gulden verpflichten, auf die Silbergruben verzichten und auch in anderen Streitpunkten nachgeben. Nach seiner Freilassung widerrief er aber alle Zugeständnisse. Am 27. April verließ er Bruneck. Da er in seinem Bistum kaum noch handlungsfähig war, begab er sich zum Papst nach Siena, ohne für seine geistlichen Aufgaben im Bistum einen Vertreter einzusetzen.
Der Konflikt dauerte fort. In Italien fand Nikolaus viel Verständnis für seine Position, im deutschen Sprachraum lagen die Sympathien eher auf der Seite Sigmunds. Im August 1460 griff der Papst mit Bann und Interdikt zugunsten des Kardinals ein. Erst im Juni 1464 wurde der Streit beigelegt; Nikolaus blieb Bischof, musste aber die Amtsausübung einem Vertreter überlassen.
Seine letzten Lebensjahre verbrachte Nikolaus als Kurienkardinal im Kirchenstaat, wo er ein Konzept zur Reform der Kirchenleitung ausarbeitete, das folgenlos blieb. Seine Verbitterung äußerte er mit den Worten: „Nichts gefällt mir, was hier an der Kurie getrieben wird; alles ist verdorben, keiner tut seine Pflicht. … Wenn ich im Konsistorium endlich einmal von Reform spreche, werde ich ausgelacht.“ Ab 1461 war er schwer krank; unter anderem litt er an der Gicht.

#### Tod, Begräbnis und Nachlass

Die am 6. August 1464 in Todi angefertigte endgültige Fassung von Nikolaus’ Testament. Bernkastel-Kues, St. Nikolaus-Hospital/Cusanusstift, Sign. Urk. 48 A.

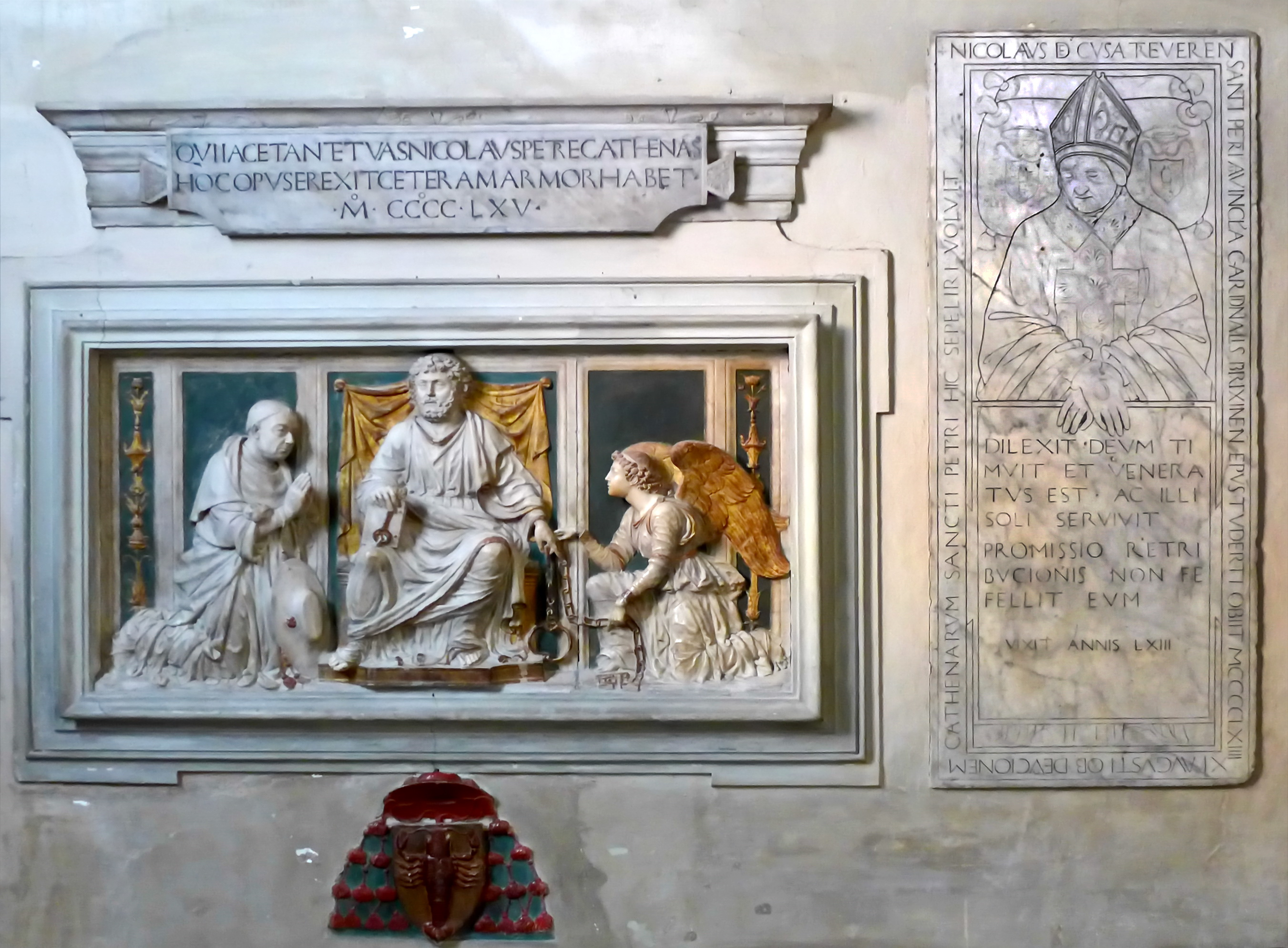
Grab des Nikolaus von Kues in der Kirche San Pietro in Vincoli, Rom

Im Sommer 1464 wurde Nikolaus im Rahmen des von Pius II. betriebenen Kreuzzugsprojekts gegen die Türken beauftragt, sich um eine Schar von 5000 mittellosen und zum Teil erkrankten Kreuzfahrern zu kümmern, die bei Ancona warteten, von wo die Flotte in See stechen sollte. Bei der Besichtigung des Heerlagers muss er sich mit der Ruhr infiziert haben. Nikolaus starb am 11. August in Todi, Umbrien. Sein Leichnam wurde sogleich nach Rom überführt und in seiner Titelkirche San Pietro in Vincoli beigesetzt. Das Epitaph im linken Seitenschiff der Kirche, ein Werk des Andrea Bregno, zeigt Nikolaus kniend vor dem Apostel Petrus. Sein Herz jedoch wurde auf seinen Wunsch in der Kapelle des von ihm und seinen Geschwistern 1458 gestifteten St. Nikolaus-Hospitals (Cusanusstift) in Kues bestattet. Es liegt unter einer Messingplatte im Boden vor dem Hauptaltar. In der Platte ist das Bildnis des Cusanus im Kardinalsornat eingraviert. Dem Hospital vermachte er auch den Hauptteil seiner Bibliothek, der sich noch heute dort befindet. Sie gilt mit ihrer Sammlung von Hunderten mittelalterlicher Handschriften und Inkunabeln (Wiegendrucken) aus Theologie, Philosophie, Wissenschaft und Mathematik als die bedeutendste Privatbibliothek, die aus dem Mittelalter erhalten geblieben ist (siehe den Hauptartikel Bibliothek des St. Nikolaus-Hospitals (Bernkastel-Kues)).

## Werke

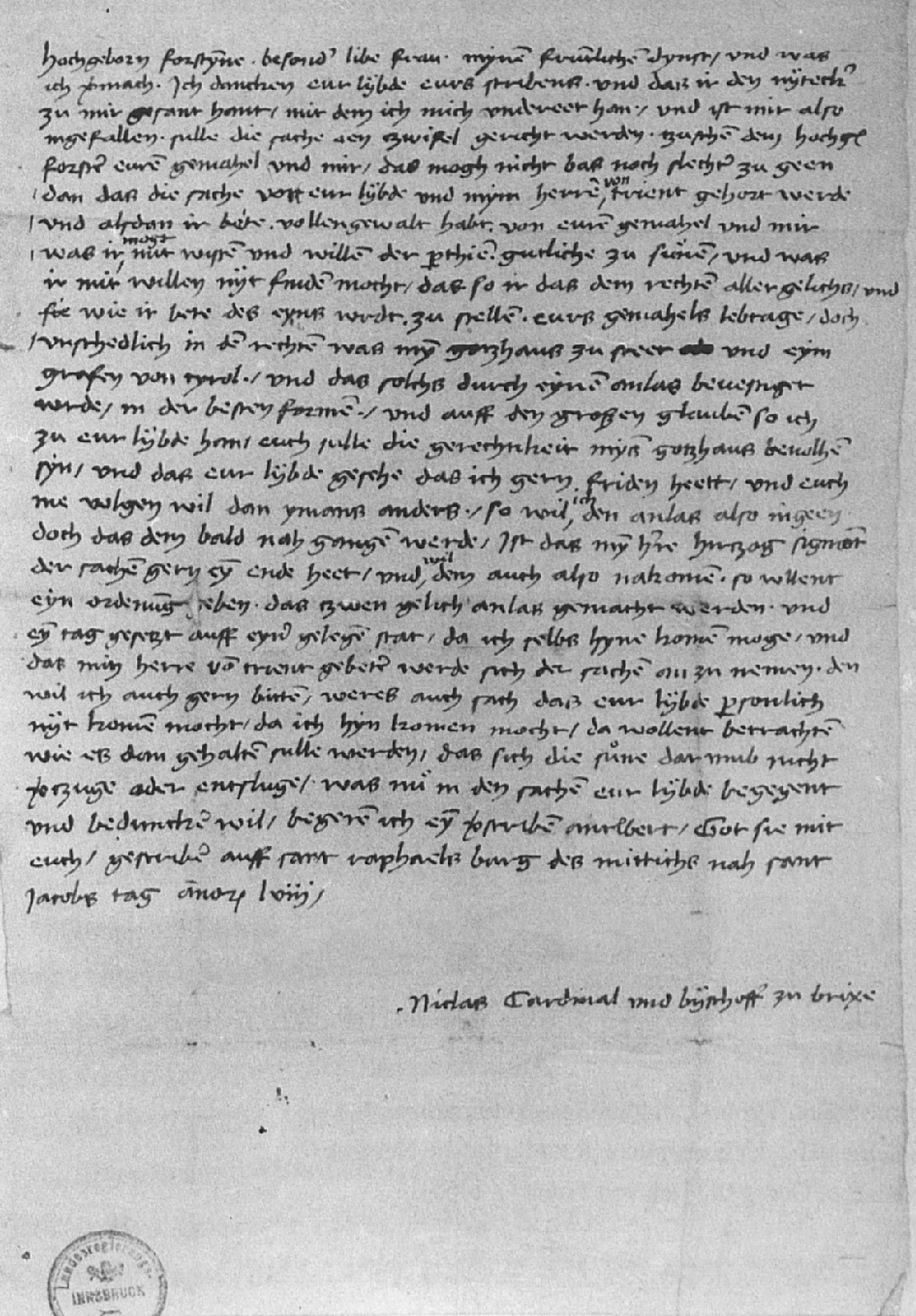
Eigenhändiger Brief des Nikolaus von Kues an Herzogin Eleonore, die Frau Herzog Sigmunds von Österreich, vom 26. Juli 1458. Innsbruck, Tiroler Landesarchiv

Nikolaus verfasste mehr als 50 Schriften, davon etwa ein Viertel in Dialogform, die übrigen in der Regel als Abhandlungen, ferner rund 300 Predigten sowie eine Fülle von Akten und Briefen. Seine Werke lassen sich nach dem Inhalt in drei Hauptgruppen gliedern: Philosophie und Theologie, Kirchen- und Staatstheorie, Mathematik und Naturwissenschaft. Eine Sonderstellung nimmt seine kurze Autobiographie ein, die er 1449 schrieb. Er veranlasste selbst eine (allerdings unvollständige) Sammlung seiner Schriften, die in zwei Handschriften seiner Bibliothek in Kues vorliegt.

### Kirchen- und Staatstheorie
Zu den bekanntesten Werken des Kusaners gehört die 1433/34 in Basel entstandene Schrift De concordantia catholica („Über die allumfassende Eintracht“) in drei Büchern. Vom Grundgedanken der Eintracht ausgehend entwickelt Nikolaus im ersten Buch eine allgemeine Kirchenlehre, erläutert im zweiten Buch seine Konzilstheorie und seine Ideen zur Reform von Kirche und Konzilien und legt im dritten Buch seine Staatstheorie und seine Vorstellungen zur Reichsreform dar. In den Zusammenhang der auf dem Konzil von Basel ausgetragenen Konflikte gehören auch weitere Schriften, darunter De maioritate auctoritatis sacrorum conciliorum supra auctoritatem papae („Über den Vorrang der Autorität der heiligen Konzilien über die Autorität des Papstes“, 1433), das Opusculum contra errorem Bohemorum („Gegen den Irrtum der Böhmen“, 1433) zum Konflikt mit den Hussiten und De auctoritate praesidendi in concilio generali („Über den Vorsitz in einem allgemeinen Konzil“, 1434). Seine Auffassungen über eine allgemeine Kirchenreform legt er 1459 in der Schrift Reformatio generalis („Allgemeine Reform“) dar.

### Philosophie und Theologie

Nikolaus von Kues, De venatione sapientiae („Über die Jagd nach Weisheit“), Bernkastel-Kues, St. Nikolaus-Hospital/Cusanusstift, Sign. Cod. Cus. 219, fol. 112r

In diesem Teil von Nikolaus’ Werk geht es primär um Fragen der Metaphysik und Ontologie und um die theologischen Konsequenzen, die sich aus deren Beantwortung ergeben. Kennzeichnend ist dabei, dass philosophische Aussagen für die Beantwortung theologischer Fragen nutzbar gemacht werden.
Schon in einer seiner ersten Schriften, De docta ignorantia („Über die belehrte Unwissenheit“, 1440), entwickelt Nikolaus die Grundlagen seiner Theologie und einer damit eng verbundenen spekulativen Kosmologie.
Von der Suche nach dem verborgenen Gott, die im Dunkel der Unwissenheit beginnt, und der Erkennbarkeit Gottes handelt ein großer Teil seiner Schriften. Hierzu gehören der Dialogus de deo abscondito („Dialog über den verborgenen Gott“, 1444/45), De quaerendo deum („Von der Suche nach Gott“, 1445), De filiatione dei („Von der Gotteskindschaft“, 1445), De dato patris luminum („Über die Gabe des Vaters der Lichter“, 1445/46), der Dialog Idiota de sapientia („Der Laie über die Weisheit“, zwei Bücher, 1450), De theologicis complementis („Über theologische Ergänzungen“, 1453), De visione dei („Von der Gottesschau“, 1453), De beryllo („Über den Beryll“, 1458) und De principio („Über den Anfang“, auch Tu quis es, 1459). In seinen letzten Lebensjahren kommt Nikolaus erneut auf diese Thematik zurück und fasst in einigen seiner letzten Schriften seine Ideen zur Gotteserkenntnis zusammen, darunter De non aliud („Vom Nichtanderen“, 1461/62), De venatione sapientiae („Über die Jagd nach der Weisheit“, 1462/63) und De apice theoriae („Über die höchste Stufe der Betrachtung“, 1464), Nikolaus’ letztes Werk; eine Kurzfassung bietet sein Compendium (1463/64). Einem Einüben der zur Gottesbetrachtung führenden Schritte dient der Dialogus de ludo globi („Dialog über das Kugelspiel“, 1463), in dem Nikolaus anhand des von ihm erfundenen „Kugelspiels“ seine Vorstellung vom Weltall und der Stellung des Menschen darin veranschaulicht.
In der Abhandlung De coniecturis („Über Mutmaßungen“, um 1442) setzt sich Nikolaus mit dem bereits in De docta ignorantia thematisierten Problem der Annäherung an das nicht Wissbare auseinander. Sie erfolgt über Mutmaßungen, mit denen sich der Mensch von einer Stufe zur anderen fortschreitend der Göttlichkeit annähert. Im Dialogus de genesi („Dialog über das Werden“, 1447) wird die Frage nach der Entstehung des Alls und dem Ursprung des Seins alles Seienden erörtert. Mit der Intellekt- und Erkenntnistheorie befasst sich der Dialog Idiota de mente („Der Laie über den Geist“, 1450). Der „Trialog“ (Dreiergespräch) „Über das Können-Ist“ (Trialogus de possest, 1460) behandelt den Gottesnamen „Possest“, der Gott bezeichnet als „alles das, was sein kann“ (omne id quod esse potest), das realisierte Alles-Können als einzige Wirklichkeit, Zusammenfall von Möglichkeit und Wirklichkeit.
Die Frage nach dem Wahrheitsgehalt der verschiedenen religiösen Lehren und nach der Toleranz zwischen den Religionen untersucht Nikolaus in De pace fidei („Über den Glaubensfrieden“), einer Schrift, die 1453 unter dem Eindruck der Eroberung Konstantinopels durch die Türken entstand. Speziell unter dem Gesichtspunkt des Verhältnisses zwischen Christentum und Islam erörtert er diese Thematik 1460/61 erneut in der Cribratio Alkorani („Sichtung des Korans“, drei Bücher).
Eine relativ geringe Rolle spielt in Nikolaus’ Werk die Exegese und biblische Theologie; sie bietet ihm gewöhnlich nur Ausgangspunkte für philosophische Erörterungen. Hierzu gehören die 1441 entstandene Auslegung des Vaterunser (Predigt 24) und die Schrift De aequalitate („Über die Gleichheit“, 1459), eine philosophische Auslegung einer Stelle im Prolog des Johannesevangeliums. Eine Sonderstellung nimmt die 1446 verfasste Coniectura de ultimis diebus („Mutmaßung über die letzten Tage“) ein, eine Abhandlung, in der Nikolaus den Zeitraum berechnet, in welchem das Weltende und die Auferstehung zu erwarten sei (nach seiner Vermutung 1700–1734).

### Mathematik und Naturwissenschaft
Das mathematische und naturwissenschaftliche Werk des Cusanus ist vor allem von seinem Interesse an Wissenschaftstheorie und von seinen metaphysisch-theologischen Fragestellungen geprägt; er will von mathematischen zu metaphysischen Einsichten hinführen. Mit Analogien zwischen mathematischem und metaphysischem Denken befasst er sich in Schriften wie De mathematica perfectione („Über die mathematische Vollendung“, 1458) und Aurea propositio in mathematicis („Der Goldene Satz in der Mathematik“, 1459). Als sein mathematisches Hauptwerk gilt De mathematicis complementis („Über mathematische Ergänzungen“, 1453). Mit dem Problem der Kreisquadratur und der Berechnung des Kreisumfangs setzt er sich in mehreren Schriften auseinander, darunter De circuli quadratura („Über die Quadratur des Kreises“, 1450), Quadratura circuli („Die Kreisquadratur“, 1450), Dialogus de circuli quadratura („Dialog über die Quadratur des Kreises“, 1457) und De caesarea circuli quadratura („Über die kaiserliche Kreisquadratur“, 1457). Auch in De mathematica perfectione befasst sich Nikolaus mit diesem Problem. Er hält eine Kreisquadratur nur näherungsweise für möglich und schlägt dafür ein Verfahren vor.
Mit seinem Dialog Idiota de staticis experimentis („Der Laie über Versuche mit der Waage“, 1450) gehört er zu den Wegbereitern der Experimentalwissenschaft. Darin macht er etwa den Vorschlag, die Pulsfrequenz mit Hilfe einer Wasseruhr zu messen, und weist darauf hin, dass die Frage, ob alchemistische Stoffumwandlungen in der Praxis verwirklicht werden können, nur durch experimentelle quantitative Forschung zu klären sei. Auch wies er auf den Nutzen der exakten Beobachtung von Puls und Atmung und der Bestimmung des spezifischen Gewichts von Blut und Harn hin. De correctione kalendarii („Über die Kalenderverbesserung“, auch: Reparatio kalendarii, 1436) handelt von der damals bereits dringend erforderlichen Kalenderreform, die jedoch erst im 16. Jahrhundert verwirklicht wurde.

## Philosophie und Theologie

### Einflüsse

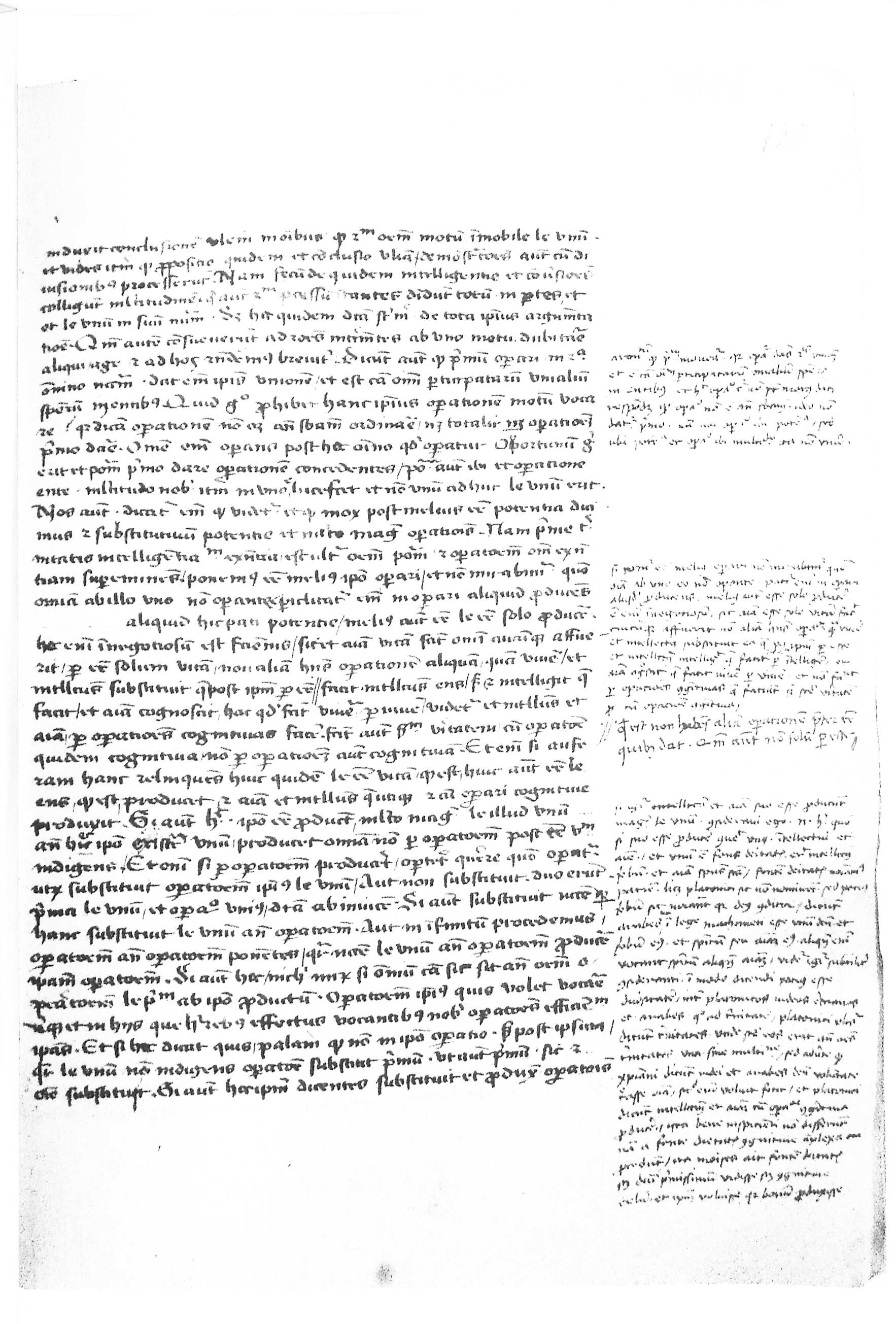
Eine Seite einer Abschrift von Proklos’ Parmenides-Kommentar in lateinischer Übersetzung mit eigenhändigen Randbemerkungen des Nikolaus von Kues (Bernkastel-Kues, Bibliothek des Sankt-Nikolaus-Hospitals, Codex 186, fol. 125r)

Cusanus gehört zu den spekulativen Theologen des Spätmittelalters, auf die Meister Eckhart einen wesentlichen Einfluss ausgeübt hat. Er benutzte nur die lateinischen Schriften Eckharts, nicht die deutschen Predigten. Seine Eckharthandschrift, die er mit eigenhändigen Randnotizen versah, ist erhalten. Da eine Anzahl von Eckharts theologischen Thesen kurz nach seinem Tod durch eine päpstliche Bulle als häretisch verurteilt worden war, pflegte man ihn meist ohne Namensnennung zu zitieren. So verfuhr auch Cusanus. Nur in zweien seiner Werke nahm er ausdrücklich auf Eckhart Bezug: in einer lateinischen Predigt und in der Apologia doctae ignorantiae. In der Apologia verteidigte er sich und Eckhart gegen den Pantheismus-Vorwurf Johannes Wencks. Er schrieb, Eckhart sei zwar rechtgläubig gewesen, doch könnten seine Äußerungen leicht missverstanden werden; daher seien seine Werke für das einfache Volk ungeeignet.
Einen immensen Einfluss übte der spätantike Neuplatoniker Proklos auf Cusanus aus. Proklisches Gedankengut taucht erstmals um 1442 in der Schrift De coniecturis auf. Namentlich erwähnt und direkt zitiert wird Proklos erstmals 1458 in der Schrift De beryllo. In den Werken aus den letzten Lebensjahren des Kusaners kommt Proklos eine zentrale Bedeutung zu; benutzt werden sein Kommentar zu Platons Parmenides sowie ab 1462 auch seine Theologia Platonis, vereinzelt auch die Elementatio theologica.
Gedankengut neuplatonischen Ursprungs bezog Cusanus überdies auch aus Schriften des Pseudo-Dionysius Areopagita und des Albertus Magnus, insbesondere aus Alberts Dionysius-Kommentar, sowie aus Werken seines Freundes Heymericus de Campo, der die Lehren Alberts gegen die Thomisten verteidigte. Dabei ging es vor allem um das Konzept der Koinzidenz der Gegensätze, dem sich Albert bereits genähert hatte.
Wesentliche Anregungen erhielt Cusanus ferner von Raimundus Lullus. Allerdings zitiert er ihn selten und nennt ihn nur zweimal namentlich; diese vorsichtige Haltung dürfte mit der Umstrittenheit der Lehre des Lullus, die an der Theologischen Fakultät der Pariser Universität verboten war, zusammenhängen.

### Koinzidenztheorie
Nikolaus selbst kennzeichnet den Gedanken der Koinzidenz (coincidentia oppositorum), des Zusammenfalls der Gegensätze zu einer Einheit, als Kernelement seiner Betrachtungsweise oder Methode (womit er nicht eine Lehre oder ein System meint). Mit diesem Konzept tritt er als Urheber einer neuen Theorie auf, die der bisherigen Philosophie gefehlt habe. Er meint, alle geistige Anstrengung müsse sich darauf richten, die „einfache Einheit“ zu erreichen, in der alle Arten von Entgegengesetztem (opposita) zusammenfallen, somit paradoxerweise auch die kontradiktorischen (widersprüchlichen) Gegensätze, die einander nach dem aristotelischen Satz vom Widerspruch ausschließen. Die Einbeziehung auch dieser Gegensätze in die allumfassende Einheit ist das Neue gegenüber den früheren Ansätzen.
Im Sinne der neuplatonischen Tradition betrachtet Nikolaus als letztes Ziel aller Erkenntnisbemühungen den einen schöpferischen Urgrund des Werdens, der zugleich Ausgangspunkt und Bestimmung alles Werdens sei. In theologischer Sprache ausgedrückt ist das Gott, doch argumentiert Nikolaus philosophisch. Den Urgrund identifiziert er mit der äußersten Einfachheit. Zugleich schreibt er ihm aber auch Mannigfaltigkeit zu, denn er sieht in dem schlechthin Einfachen die Quelle der gesamten empirisch feststellbaren Vielheit in der Welt. Gäbe es das Viele neben dem Einen, so wäre das Eine nicht wirklich umfassend, sondern vom Vielen begrenzt. Das Eine ist für Nikolaus nur dadurch unendlich, dass es zugleich auch das Viele ist. Gott ist Einfaltung (complicatio) der Welt, die Welt Ausfaltung (explicatio) Gottes. Im Sinne seiner mit mathematischen Analogien arbeitenden Ausdrucksweise handelt es sich um ein absolutes Maximum, das zugleich das absolute Minimum ist (als maximale Kleinheit). Dieses Maximum ist keine besondere Substanz, die neben anderen Substanzen besteht, sondern es ist das, worin die Unterschiedlichkeit der Substanzen und überhaupt aller Einzeldinge gründet. Es ist eine Einheit, die in allem erscheint und alles umfasst, also auch das philosophierende und erkennende Subjekt einschließt. Da die Menschen jedoch in ihrem vom Widerspruchsprinzip beherrschten Denken befangen sind, erkennen sie diese Einheit nicht als Grund der Welt, sondern nähern sich ihr auf stets einseitige Weise. Erkennen sie das Unbefriedigende dieser Einseitigkeiten, so gelangen sie zur Auffassung, die Wahrheit sei unerreichbar. Dabei betrachtet sich der Wahrheitssucher als Subjekt, das selbst außerhalb der Wahrheit steht und diese daher in etwas anderem suchen muss. Sein Zweifel an der Auffindbarkeit der Wahrheit kann jedoch überwunden werden, wenn er versteht, dass sie nicht im Anderen zu suchen ist. Vielmehr ist sie gerade das Nicht-Andere (non-aliud), denn jedes Einzelne enthält in sich die gesamte Wirklichkeit, mit der es ungeachtet seiner individuellen Separatheit verbunden ist. Das Anderssein kommt nur den Weltdingen zu, insoweit der Verstand sie betrachtet.
Die unendliche Einheit veranschaulicht Nikolaus mit dem Beispiel einer unendlichen Geraden. Diese ist nicht nur Gerade, sondern zugleich auch ein Dreieck (mit größter Grundseite und kleinster zugehöriger Höhe), ein Kreis und eine Kugel (mit unendlich großem Durchmesser).

### Belehrte Unwissenheit und Gotteserkenntnis

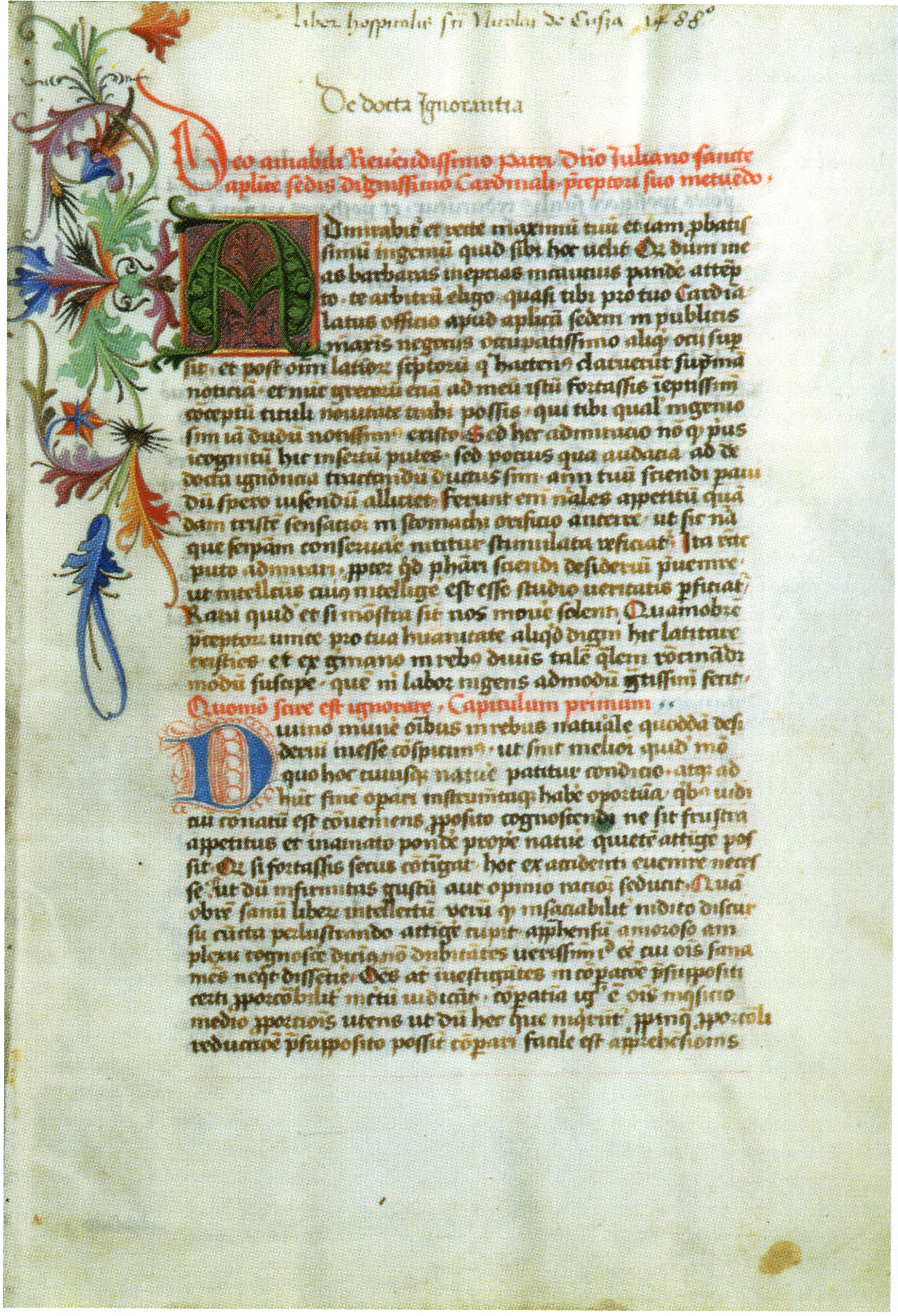
Der Anfang von De docta ignorantia in der Handschrift Bernkastel-Kues, Sankt-Nikolaus-Hospital, 218, fol. 1r (15. Jahrhundert)

In De docta ignorantia bekennt sich Nikolaus zur neuplatonischen, besonders von Pseudo-Dionysius betonten negativen Theologie, die alle positiven Aussagen über Gott als unzulänglich und insofern irreführend verwirft. Er wendet sich Gott nicht zu, indem er Wissen über ihn für sich beansprucht, sondern indem er Wissen über sein eigenes Nichtwissen erlangt und damit eine über sich selbst „belehrte Unwissenheit“ (docta ignorantia).
Seiner Terminologie zufolge ist der menschliche Verstand (ratio) die Kraft, welche die Sinneseindrücke ordnet und unter vereinheitlichende Begriffe bringt. Dies geschieht durch Unterscheidung zwischen ihnen, indem der Verstand einschließt und ausschließt und damit auch negiert, wozu die Sinne nicht imstande sind. Der Verstand kann dies, indem er das Unendliche aus seiner Betrachtung fernhält. Alles verstandesmäßige Wissen beruht auf Vergleichen und ist somit auf Relatives bezogen. Daher kann der menschliche Verstand etwas Absolutes wie das Maximum oder das Unendliche nicht erfassen, für ihn besteht zwischen dem Endlichen und dem Unendlichen keine Proportion. Der Mensch verfügt jedoch noch über eine weitere Fähigkeit, die Vernunft (intellectus), die weit über dem Verstand steht. Sie ist in der Lage, das unterscheidende Negieren des Verstandes zu negieren und damit zum Begriff der Unendlichkeit und unendlichen Einheit zu gelangen. Dieser ist ein Vernunftinhalt und als solcher jenseits des der Verstandestätigkeit Zugänglichen.
Die Vernunft ist zwar endlich und kann daher nach De docta ignorantia ebenso wie der Verstand die Widersprüche nicht übersteigen und die Koinzidenz nicht erreichen; da sie aber zugleich „etwas Göttliches“ ist, kann sie die göttliche Wahrheit gleichsam „sehen“ und „berühren“. Später, in De coniecturis (um 1442) und den im Zeitraum 1445–1447 verfassten kleinen Schriften, gelangt Nikolaus zu einer optimistischeren Einschätzung der Möglichkeiten der Vernunft. Nun traut er ihr zu, gegen den Widerstand des Verstandes die Widersprüche zu überwinden und damit paradoxe Einsichten zu erlangen, etwa das Größte mit dem Kleinsten gleichzusetzen. Darüber hinaus nimmt er nun die Möglichkeit eines „göttlichen“ Denkens des Menschen an, das nicht mehr im Sinne der negativen Theologie die Verneinung als wahrere Ansicht der Bejahung vorziehe. Auch der Gegensatz von Affirmation und Negation wird im Sinne der Koinzidenzidee transzendiert. Nikolaus behauptet, dieses göttliche Denken lasse auch die Vernunft und deren Verständnis der widersprüchlichen Gegensätze hinter sich, um sich der absoluten Einheit und Unendlichkeit zuzuwenden. Gott sei nicht die Koinzidenz der Gegensätze, sondern das Koinzidenzdenken sei nur die der menschlichen Vernunft angemessene Art, sich ihm zu nähern. Daher bezeichnet Nikolaus 1453 in De visione dei die Koinzidenz als „Mauer“ zwischen dem Gottsuchenden und Gott. Diese Mauer hält er aber nicht für prinzipiell unüberwindlich.
In seinem letzten Werk, De apice theoriae, schreibt Nikolaus, er habe sich zu immer größerer Erkenntniszuversicht durchgearbeitet. Sein Optimismus hinsichtlich der Gotteserkenntnis hängt mit seiner Überzeugung von der Gottähnlichkeit des Menschengeistes zusammen. In De coniecturis bezeichnet er den Menschen sogar als geschaffenen „zweiten Gott“ – eine für damalige Verhältnisse kühne Formulierung. So wie der göttliche Intellekt die reale Welt schaffe, schaffe der menschliche Intellekt die Welt der Begriffe.

### Weisheitssuche
1450 wendet sich Nikolaus im Dialog Idiota de sapientia erneut dem Thema der Vernunfttätigkeit zu, diesmal in schroffer Abgrenzung von der scholastischen, aristotelisch geprägten Universitätsphilosophie des Spätmittelalters. Ein „Laie“, das heißt ein universitätsfremder, scheinbar ungebildeter Mensch, unterhält sich mit einem „Redner“, einem rhetorisch ausgebildeten Gelehrten, der sein Wissen nur aus Büchern bezieht, über die Weisheit. Der Laie übernimmt die Rolle, die Sokrates in den Dialogen Platons spielt. Er erklärt dem Redner, dass dessen Anstrengungen, durch Buchwissen Erkenntnis zu erlangen, vergeblich und auch freudlos seien; die aristotelische Schulwissenschaft mit ihren Autoritäten täusche, das Denken eines darin Befangenen sei „gefesselt“ und ermögliche keinen Zugang zur Wahrheit. Der Laie wendet sich nicht nur gegen die von den Humanisten verachtete spätmittelalterliche Scholastik, sondern ebenso gegen den humanistischen Kult der Rhetorik, die dem Bedürfnis nach überflüssiger Ausschmückung Kürze und Klarheit opfere. Schulwissenschaft sei umständlich und mühselig, Weisheit hingegen leicht und direkt zu finden und voller Freuden. Sie sei dem menschlichen Intellekt von Natur aus als dessen Nahrung zugeordnet. Die Möglichkeit zu ihrer Auffindung sei in ihm angelegt, und dies sei der Grund dafür, dass er sich auf die Suche mache und, wenn er das Gesuchte gefunden habe, auch wisse, dass es das Gesuchte sei. In der Weisheit sei der Intellekt lebendig, aus sich heraus tätig und damit glückselig. Seine Befriedigung erlange er in seiner Bewegung auf sein Urbild hin; dieses sei Gott als der Begriff der Begriffe oder der absolute Begriff (conceptus absolutus). Voraussetzung dafür sei das Üben des Koinzidenzdenkens, das auch zur Fassbarkeit des Unfassbaren führe. Den damit gemeinten Prozess beschreibt der Laie als unendliche Annäherung durch ständiges Fortschreiten ins Unendliche, unablässiges Aufsteigen (continue ascendere).

### Konkordanzgedanke
Eine zentrale Rolle spielt in Nikolaus’ staats- und kirchenpolitischem Denken die Frage, wie zwischen verschiedenen Gruppen und Individuen trotz der Unterschiedlichkeit ihrer Ansichten und Ziele ein einträchtiges Zusammenwirken ermöglicht werden kann. Dafür ist erforderlich, dass sie freiwillig ihr Handeln gegenseitig als legitim anerkennen. Für eine solche Konkordanz müssen rechtlich-institutionelle Voraussetzungen geschaffen werden, wobei das Konsensprinzip als Grundlage der Legitimität in den Regelungen zur Geltung kommen soll.
In seiner konziliaristischen Phase war Nikolaus von Marsilius von Padua beeinflusst. Dessen staatstheoretisches Werk Defensor pacis zitiert er in De concordantia catholica ausgiebig, meist ohne die Quelle zu nennen. Den Gedanken der Konkordanz als Legitimationsprinzip für Herrschaftsausübung vertritt der Kusaner in dieser Schrift sowohl für den weltlichen als auch für den geistlichen Bereich. Nach seiner Ansicht bedürfen Gesetze der Zustimmung der von ihnen Betroffenen, und auch die Obrigkeit ist an sie gebunden. Bei der philosophischen Grundlegung des Rechts beruft er sich auf Cicero und dessen Konzept vom Naturrecht. Das Erstreben des Zuträglichen und Meiden des Schädlichen komme jedem Wesen von Natur aus zu; den Individuen sei ein Sinn gegeben, mit dem sie erkennen können, was für sie nötig ist, und dieser Sinn sei in der Mehrheit der Fälle verlässlich. Diese Denkweise veranlasst Nikolaus zur Befürwortung der Wahlmonarchie, da diese Staatsform dem Naturrecht am meisten entspreche. Er tritt für eine starke Zentralgewalt mit einem stehenden Reichsheer und für ein einheitliches Reichsgesetzbuch und eine Reichssteuer ein. Stellenweise tadelt er die Willkür des Adels, den er als Bürgerlicher generell kritisch betrachtet. Nach seinem Geschichtsverständnis haben sich die Teilgewalten im Reich verselbständigt, auf Kosten des Ganzen die Macht an sich gerissen und das Kaisertum um seine Autorität gebracht. Nun soll das „alte Recht“ wiederhergestellt werden. Der Verwirklichung der Konkordanz soll eine jährlich zusammentretende Ständeversammlung als ständige Einrichtung dienen. Auf den jährlichen Reichsversammlungen sind alle Reichsangelegenheiten zu behandeln. Das Reich soll in zwölf Gerichtsbezirke aufgeteilt werden, deren Gerichte direkt der kaiserlichen Gewalt unterstellt sind und über den landesherrlichen Gerichten stehen. Ferner fordert Nikolaus einen allgemeinen Landfrieden und ein Verbot der Fehde.
Bei der Beurteilung und Lösung von Konflikten erhebt Nikolaus sein Einheitsideal zum obersten Wert; sachliche Meinungsverschiedenheiten betrachtet er als zweitrangig, sie dürfen der Einheit nicht im Wege stehen. So fordert er von den Hussiten Unterwerfung unter die aktuellen Gebräuche der römischen Kirche und verwirft ihre Berufung auf eine biblische Tradition, von der die Kirche später abgewichen sei; die Kirche habe ein Recht, Riten zu ändern und die Bibel nach Zeitumständen auszulegen. Er meint, das Urchristentum sei keine Norm und die kirchliche Auslegung eines Bibeltextes stehe über dessen Wortlaut. Es gebe keine anderen Gebote Christi als diejenigen, welche die römische Kirche als solche anerkennt.
Diese Auffassung von der Unfehlbarkeit der römischen Kirche hat Nikolaus bereits in seiner konziliaristischen Phase vertreten; dabei bezieht er sich aber nicht auf den Papst, sondern auf die Gesamtkirche. Er weist sogar darauf hin, dass Päpste Häretiker waren, und nennt als Beispiele Liberius und Honorius I., der vom dritten Konzil von Konstantinopel nach seinem Tod verflucht wurde. Damit thematisiert er die „Honoriusfrage“, die noch im 19. Jahrhundert in der Diskussion um die päpstliche Unfehlbarkeit eine wichtige Rolle gespielt hat. Da der Papst in Glaubensfragen irren könne, unterstehe er den Glaubensentscheidungen des Konzils der Gesamtkirche. Die „wahre Kirche“ bestehe aus denjenigen Gläubigen, die in der Christenheit die Mehrheit ausmachen und sich mit der cathedra Petri, dem römischen Stuhl, verbinden. Die Gewissheit von Glaubensurteilen betrachtet Nikolaus als graduell; je einvernehmlicher eine Entscheidung in der Kirche getroffen werde, desto gewisser sei ihre Richtigkeit. Ein Konzil beziehe seine Autorität aus dem Konsens seiner Teilnehmer; diese seien Repräsentanten der Gesamtheit der Gläubigen. Alle geistliche und weltliche Gewalt sei im Volk in Verborgenheit als realisierbare Möglichkeit (Potenz) vorhanden.

### Religionsfrieden
Das Ideal der Eintracht strebt Nikolaus nicht nur in Kirche und Staat an, sondern er möchte es auch im Verhältnis zwischen Anhängern verschiedener Glaubensrichtungen verwirklicht sehen. Den Weg dazu sieht er im Dialog über die Glaubensinhalte. Daher setzt er sich wiederholt intensiv mit der Frage nach dem Wahrheitsgehalt der verschiedenen Religionen bzw. Konfessionen auseinander: Judentum, antikes „Heidentum“, Islam, katholisches Christentum, Lehren der „Böhmen“ (Hussiten), der Perser (Zoroastrismus), Chaldäer usw. Er meint, jede Religion habe ein berechtigtes Anliegen und einen bestimmten Zugang zur Wahrheit und sei insofern besser, als ihre Gegner wahrhaben wollen, doch nur im Christentum seien alle diese Anliegen verwirklicht und Teilerkenntnisse vereint. So habe das Judentum mit Recht Gott als absolut, von allem sinnlich Wahrnehmbaren abgelöst erkannt und verehrt. Die Heiden hingegen hätten Gottes Wirken in seinen verschiedenen sichtbaren Werken wahrgenommen und ihm daher gemäß deren Verschiedenheit je verschiedene Namen gegeben; das sei nur scheinbar Polytheismus. Im Christentum sei beides zu finden, einerseits die Transzendenz Gottes, andererseits aber auch ein göttlicher Aspekt des sinnlich Wahrnehmbaren, denn der Mensch und Gott Christus habe beides in sich vereint. Daher verleugne ein Jude, der Christus ablehnt, damit den wahren Kern seiner eigenen Religion. Im Unterschied zur traditionellen christlichen Auffassung stellt Nikolaus die Juden nicht über die Heiden, sondern billigt beiden Religionen gleichermaßen eine gewisse Berechtigung zu, die jedoch dann hinfällig werde, wenn ihre Vertreter sich weigern, die richtig verstandene Verehrung Christi als die eigentliche Verwirklichung des von ihnen Angestrebten zu erkennen.
In De pace fidei („Über den Glaubensfrieden“) bedient sich Nikolaus zur Darlegung seiner Auffassung einer literarischen Fiktion. Geschildert wird eine Vision eines Mannes – gemeint ist der Autor selbst –, der eine Versammlung im Himmel miterlebt. Unter der Leitung Gottes beraten die Engel und die Seligen über das Elend auf der Erde, das durch gewaltsame religiöse Konflikte verursacht wird. Die weisesten Vertreter der einzelnen Völker werden – wie in Ekstase entrückt – herangezogen. Vor dem Wort Gottes sowie den Aposteln Petrus und Paulus legen sie ihre Standpunkte dar und werden von ihnen über die göttliche Wahrheit belehrt. Die Belehrung erfolgt nicht autoritativ, sondern mittels philosophischer Argumentation; die Weisen treten als Philosophen auf. Sie erhalten den Auftrag, zu ihren Völkern zurückzukehren und in Jerusalem eine Versammlung einzuberufen, auf der ein ewiger weltweiter Glaubensfrieden beschlossen werden soll.
In dieser Einkleidung präsentiert Nikolaus seine Meinung über die religiösen Streitigkeiten und deren mögliche Beendigung. Danach hat Gott den einzelnen Völkern zu verschiedenen Zeiten Könige und Propheten geschickt, die das rohe, ungebildete Volk unterwiesen und religiöse Vorschriften und kultische Riten einführten. Die Menschen haben dann jedoch diese „Gewohnheiten“ mit der absoluten Wahrheit verwechselt. Auch weiterhin sind sie der irrigen Überzeugung, ihre religiösen Sitten seien die Umsetzung direkter, wörtlicher Anweisungen Gottes. Daher meinen sie, sie müssten ihren besonderen Glauben, den sie aus Gewohnheit für allein wahr halten, auch mit Waffengewalt gegen die anderen durchsetzen bzw. verteidigen. Damit glauben sie den göttlichen Willen zu erfüllen. In Wahrheit sind aber aus Nikolaus’ Sicht die Verehrungsformen der verschiedenen Religionen und die unterschiedlichen christlichen Riten nur besondere Ausprägungen einer einzigen schlechthin wahren Universalreligion. In dieser kommt Christus die zentrale Funktion des Vermittlers zwischen Gott und den Menschen zu, weil in ihm die göttliche und die menschliche Natur auf die beste überhaupt mögliche Weise vereint sind. Nikolaus versucht zu zeigen, dass die Existenz eines solchen vollkommenen Vermittlers eine notwendige Konsequenz aus Gottes Vollkommenheit sei.
Die Einheit unter den Religionsgemeinschaften (lateinisch sectae), die Nikolaus analog zu seinem Bemühen um Einheit innerhalb der Christenheit erstrebt, läuft jedoch nicht auf ein Nebeneinander aller ihrer Lehren in Gleichberechtigung hinaus. Vielmehr tritt er dafür ein, den Nichtchristen christliche Glaubensinhalte wie Trinität, Menschwerdung Gottes und Sakramente so zu erläutern, dass die Andersgläubigen die richtig verstandene Verehrung Christi als die eigentliche Grundlage ihres eigenen Glaubens erkennen. Somit sollen die Anhänger anderer Religionen faktisch Christen werden, auch wenn sie an ihren Riten und Gebräuchen wie etwa der Beschneidung festhalten, was Nikolaus ihnen zugesteht.
Nikolaus hält sogar eine Vielfalt von Bräuchen und Riten für wünschenswert. Er lässt den Apostel Paulus einen Wettstreit der Völker (nationes) befürworten. Jedes Volk solle seine besondere religiöse Tradition pflegen, um die anderen im Wettstreit zu übertreffen. Eine solche Konkurrenz könne die Frömmigkeit fördern. Nikolaus lässt sogar seinen Christus erklären, die Verehrung einer Mehrzahl von Göttern im Polytheismus gelte implizit der allem zugrunde liegenden einen Gottheit und brauche daher nicht abgeschafft zu werden. Es solle nur zusätzlich der Kult der einen Ursache aller Dinge explizit in die religiöse Praxis (religio manifesta) der Polytheisten aufgenommen werden. Sie könnten dann ihre Götter weiterhin verehren so wie die Christen ihre Heiligen, sollten aber die Anbetung dem einen Schöpfer vorbehalten. So könne der Konflikt zwischen ihnen und den Monotheisten beigelegt werden.

### Naturphilosophie
Nikolaus ist der Meinung, das Universum könne nicht als begrenzt vorgestellt werden, da es keine auffindbaren Grenzen habe, doch folgt für ihn aus dieser Unbegrenztheit nicht eine Unendlichkeit in einem absoluten Sinn. Er stellt fest, die Erde sei nicht im Mittelpunkt der Welt, und es sei offenkundig, dass sie sich nicht in Ruhe befinde, wie der Augenschein vortäusche, sondern sich bewege. Sie sei ein „edler Stern“ und als solcher nicht von geringerem Rang als die Sterne am Himmel. Ihre Form sei nur annähernd die einer Kugel, und die Bahnen der Himmelskörper seien keine genauen Kreisbahnen. Außerdem trägt er die Hypothese einer Vielheit von Welten vor. Die Welten bestehen nicht zusammenhanglos nebeneinander, sondern sind in das System des einen Universums integriert, das sie alle umfasst. Mit diesen Ideen vollzieht Nikolaus einen radikalen Bruch mit dem geozentrischen Weltbild der damaligen Kosmologie, das von den Vorstellungen des Ptolemaios und des Aristoteles bestimmt war. Er verwirft den Gedanken eines hierarchischen Aufbaus der Welt mit der Erde als Unterstem und dem Fixsternhimmel als Oberstem sowie die Vorstellung von unbeweglichen Himmelspolen. Das geozentrische Weltbild ersetzt er nicht durch ein heliozentrisches, vielmehr hat für ihn die Welt weder einen Mittelpunkt noch einen Umfang. In einer solchen Welt kann es keine absolute Bewegung geben, da es kein ruhendes Bezugssystem gibt; alle Bewegung ist relativ. Nikolaus argumentiert nicht empirisch und astronomisch, sondern metaphysisch; insofern ist er kein Vorläufer des Nikolaus Kopernikus. So ist seine Überzeugung, nichts in der Natur befinde sich in vollkommener Ruhe, eine Konsequenz seiner Koinzidenzlehre: Gegensätze wie Ruhe und Bewegung können in der Natur nie in reiner Form vorkommen, denn Absolutes ist nur im schlechthin Unendlichen, in dem die Gegensätze zusammenfallen, gegeben.
Nikolaus fasst die Welt nicht als Ansammlung von selbständigen Substanzen auf, sondern geht von einer in jedem Einzelding auf jeweils spezifische Weise anwesenden Allnatur aus. In seinem Naturkonzept bilden Einheit und Vielheit keinen ausschließenden Gegensatz, sondern ein sich wechselseitig durchdringendes Gegensatzpaar; daher ist in jedem Einzelding auch die Einheit und damit die gesamte Wirklichkeit gegeben.
Hinsichtlich der Naturerkenntnis betont Nikolaus den Aspekt des Quantifizierens, der mathematischen Messbarkeit. Durch Erfassung von Unterschieden im spezifischen Gewicht seien Erkenntnisse über materielle Substanzen zu gewinnen. Krankheiten sollen messbar gemacht werden, damit durch Vergleiche zwischen Messergebnissen auf die richtige Arznei oder den Ausgang der Krankheit geschlossen werden kann. Ebenso sei es möglich, Geschwindigkeiten, Tages- und Jahreszeiten, den Feuchtigkeitsgehalt der Luft, geographische und astronomische Gegebenheiten usw. zu messen. Die Anziehungskraft eines Magneten sei mittels einer Waage messbar. So könne das Verborgene in der Natur gefunden werden. Unbekannt ist allerdings, ob die experimentelle Umsetzung eines oder mehrerer der Messungsvorschläge im Dialog Idiota de staticis experimentis jemals ausprobiert worden ist. Die dort vorgeschlagenen Versuche sind nur zum Teil ausführbar.
Nikolaus beschränkt sich nicht darauf, die Nützlichkeit des Abmessens zu betonen. Er behauptet, die erkennbaren Dinge seien um der erkennenden Seele willen da; die Welt sei so konstruiert, wie sie ist, damit sie vom Menschen erkannt werde. Daher betrachtet er den messenden Menschen, der allem Geschaffenen ein Maß setzt, als das Maß aller Dinge. Im Gegensatz zur scholastischen Tradition, der zufolge die menschliche Vernunft nur das ermessen kann, was ihren eigenen Rang nicht übersteigt, behauptet er, der menschliche Intellekt messe auch den göttlichen (mensurat divinum intellectum).
Nikolaus zieht mathematische Gegebenheiten heran, um zu metaphysischen Aussagen hinzuführen und diese symbolhaft zu veranschaulichen, wobei es ihm insbesondere um Transzendenz und Unendlichkeit geht. Seine theologisch motivierten Versuche, mathematisch Endliches zur mathematischen Unendlichkeit zu führen, um den Weg zur Unendlichkeit Gottes bildlich zu erläutern, gehören zu den Vorstufen der Entwicklung der Infinitesimalrechnung.

## Rezeption

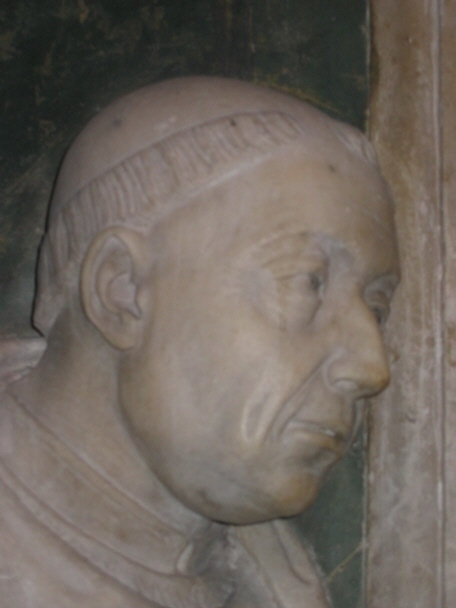
Nikolaus von Kues auf seinem von Andrea Bregno geschaffenen Grabmal in der Kirche San Pietro in Vincoli, Rom

### Spätmittelalter und Frühe Neuzeit
Eine philosophische oder theologische Schule des Cusanus hat sich nicht gebildet; seine Philosophie wurde nicht in ihrer Gesamtheit, sondern jeweils in Teilen rezipiert. Die starke handschriftliche Verbreitung seiner Werke besonders im süddeutschen und österreichischen Raum zeugt von dem Interesse, das seine Zeitgenossen seinen Ideen entgegenbrachten.
Die Schrift über die „belehrte Unwissenheit“ löste unter den Zeitgenossen des Kusaners scharfe Kontroversen aus. Ein prominenter Gegner war der Heidelberger Theologieprofessor Johannes Wenck, der 1442/43 in einer Kampfschrift De ignota litteratura („Über die unbekannte Gelehrsamkeit“) Nikolaus der Ketzerei, des Pantheismus und der Zerstörung der Theologie beschuldigte. Darauf reagierte Nikolaus mit Heftigkeit in der Gegenschrift Apologia doctae ignorantiae („Verteidigung der belehrten Unwissenheit“, 1449), auf die Wenck wiederum mit einer (nicht erhaltenen) Entgegnung antwortete. Ein weiterer scharfer Gegner von Nikolaus’ theologischen Ansichten war der Kartäuser Vinzenz von Aggsbach, der 1454 einen Brief verfasste, der später als Impugnatorium laudatorii doctae ignorantiae („Angriff auf das Lob der ‚belehrten Unwissenheit’“) bekannt wurde. Darin wandte er sich gegen den Benediktiner Bernhard von Waging, einen Anhänger des Cusanus, der 1451/52 ein Laudatorium doctae ignorantiae („Lob der ‚belehrten Unwissenheit’“) geschrieben hatte. Bernhard antwortete 1459 mit einem Defensorium laudatorii doctae ignorantiae („Verteidigung des Lobes der ‚belehrten Unwissenheit’“). Die Kontroversen wurden noch durch den Umstand verschärft, dass die Hauptgegner der „belehrten Unwissenheit“, Wenck und Aggsbach, außerdem Konziliaristen waren.
Ein scharfer Kritiker von Cusanus’ mathematischer Argumentation war der Mathematiker und Astronom Regiomontanus († 1476), der einige Näherungsverfahren zur Kreisquadratur überprüfte und für unzulänglich befand. Er wandte sich gegen die auf Aristoteles und Averroes zurückgehende, im Spätmittelalter verbreitete Ansicht des Cusanus, Geradliniges und Krummliniges sei unvergleichbar und daher könne ein Kreisbogen nicht genau ausgemessen werden. Die Stellungnahme des Regiomontanus, die erst 1533 veröffentlicht wurde, galt in der Folgezeit in Fachkreisen als das maßgebliche Urteil über die mathematischen Bemühungen des Cusanus.
Einzelne Elemente der verfassungsrechtlichen Vorschläge des Cusanus, die auch andere Reformtheoretiker in verschiedenen Versionen propagiert hatten, wurden ab Ende des 15. Jahrhunderts im Rahmen der Reichsreform verwirklicht: die geordnete Reichsgerichtsbarkeit, der Ewige Landfriede und ansatzweise die Reichssteuer.
Mit der ersten Ausgabe der Schrift Coniectura de ultimis diebus setzte 1471 in Nürnberg die Druckgeschichte der Werke des Cusanus ein. Eine zweibändige Sammlung (Opuscula) wurde 1488 in Straßburg gedruckt. 1514 brachte der Humanist und Cusanus-Verehrer Jacques Lefèvre d’Étaples in Paris eine Gesamtausgabe heraus, die für die folgenden Jahrhunderte zur Standardedition wurde. 1565 erschien ein (fehlerhafter) Nachdruck der Pariser Ausgabe in Basel.
In Italien fanden manche Ideen des Cusanus bei Humanisten vergleichbarer Ausrichtung wie Marsilio Ficino und Giovanni Pico della Mirandola Anklang. Im 16. Jahrhundert berief sich der reformierte Theologe Johannes Kymaeus auf Cusanus, dessen Rechtfertigungslehre er als Vorläufer der lutherischen betrachtete. Giordano Bruno knüpfte an die kosmologischen Überlegungen des Cusanus an, warf ihm aber einen Mangel an Klarheit und Konsequenz vor, der das Ergebnis von Befangenheit wegen einer Bindung an konventionelle falsche Prinzipien sei. Johannes Kepler nahm verschiedentlich auf kosmologische und mathematikphilosophische Annahmen des Cusanus Bezug, teils zustimmend, doch überwiegend kritisch (zumal hinsichtlich der naturphilosophischen Konsequenzen). Die Hypothese eines unbegrenzten Alls ohne Mittelpunkt, das eine Vielzahl von Welten umfasst, verwarf er entschieden. Er hielt sie für unvereinbar mit seiner Vorstellung von kosmischer Ordnung und harmonischer Proportion im Universum.
Auf Nikolaus von Kues beriefen sich auch Sciencefiction-Autoren des 17. Jahrhunderts.

### Moderne

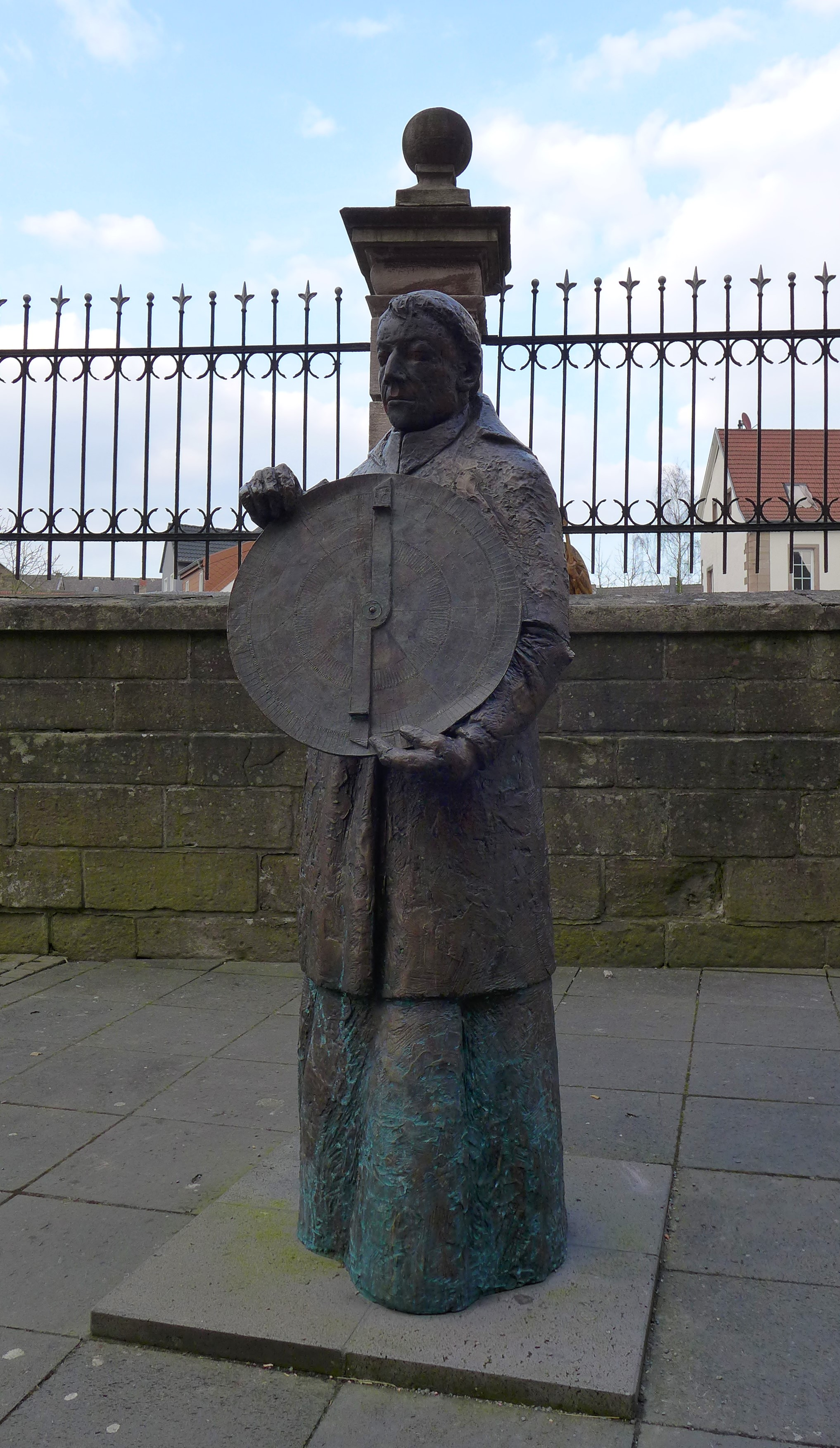
Nikolaus von Kues, Bronzeplastik von Kurt Tassotti (2013) neben der Wendalinusbasilika in St. Wendel

Erschließung und Bewertung der Gesamtleistung
Obwohl Cusanus in der Frühen Neuzeit nie – wie man früher irrtümlich glaubte – ganz vergessen war und mitunter sogar intensiv rezipiert wurde, kam es nicht zu einer umfassenden Würdigung seiner Philosophie in ihrer Gesamtheit. Dazu und zu einer entsprechend höheren Bewertung seiner Gesamtleistung ist erst die moderne Forschung gelangt. Sie betont seine Originalität und seine Unabhängigkeit von den Beschränkungen der traditionsgebundenen spätscholastischen Denkweise. Für diese Wertschätzung erwies sich besonders die philosophiehistorische Arbeit von Ernst Cassirer als bahnbrechend.
1927 beschloss die Heidelberger Akademie der Wissenschaften, eine neue kritische Gesamtausgabe der Werke des Cusanus herauszubringen, welche die alten Ausgaben des 16. Jahrhunderts ersetzen sollte. Der erste Band erschien 1932; 2005 konnte das Akademieprojekt abgeschlossen werden.
Seit 1976 erscheinen die Acta Cusana, eine großangelegte Sammlung von Quellen zur Lebensgeschichte des Cusanus. Die Cusanus-Gesellschaft gründete 1960 das Institut für Cusanus-Forschung, das seinen Sitz zunächst in Mainz hatte und sich seit 1980 in Trier befindet. Es veröffentlicht wissenschaftliche Arbeiten auf dem Gebiet der Cusanus-Forschung, darunter seit 1961 die Zeitschrift Mitteilungen und Forschungsbeiträge der Cusanus-Gesellschaft.
Die Mystikfrage
Die gängige Einstufung des Cusanus als Mystiker wird in der Forschung unterschiedlich beurteilt. Sie geht von einer Interpretation der Koinzidenzlehre aus, die diese als Beschreibung von mystischer Erfahrung deutet. Rudolf Haubst ordnet die Konzeption der zu belehrenden Unwissenheit der „mystischen Theologie“ zu, wobei diese als „eine Methode, die zur Einung mit Gott hinführe“ aufzufassen sei. Eine Reihe von Forschern betrachten Cusanus im Sinne eines solchen oder ähnlichen Verständnisses als Mystiker. Dabei wird insbesondere hervorgehoben, die Überwindung der „Mauer“ zwischen dem Gottsuchenden und Gott setzte die Aufhebung des Widerspruchsprinzips voraus, was im Rahmen der Philosophie unmöglich sei; der „Sprung über die Mauer“ sei daher ein mystischer Vorgang, mit dem das dem Verstand Unzugängliche mystisch erfasst werde. Die Berechtigung der Bezeichnung des Cusanus als Mystiker wird aus seiner intensiven Auseinandersetzung mit dieser Thematik abgeleitet. Wer die mystische Vereinigungserfahrung als Zielvorstellung vertrete, könne kaum als Nicht-Mystiker erklärt werden. Allerdings steht fest, dass Cusanus nach eigenem Bekunden ein solches Erlebnis nicht zuteilgeworden ist. Wenn man also unter einem Mystiker jemand versteht, der sich auf seine persönliche mystische Erfahrung beruft, fällt Cusanus nicht in diese Kategorie.
Hans Gerhard Senger konstatiert, die affektive Mystik des Erlebens sei dem Kardinal unbekannt und suspekt geblieben und er habe sie, da sie kein Gegenstand des Wissens sei, für nicht lehrbar gehalten. Ihm sei es um ein zwar mystisches, aber lehrbares Wissen über Gott gegangen; somit habe er eine „kognitiv-epistemische Mystik mit Theoriestatus“ vertreten. Werner Beierwaltes untersucht mystische Elemente im Denken des Cusanus, wobei er unter Mystik „die höchste Möglichkeit (apex theoriae!) aller Kräfte des Menschen, also der bewußten Einheit seiner intellectualen und affektiven Fähigkeiten und Bedürfnisse“ versteht.
Kurt Flasch, der für einen Verzicht auf die Bezeichnung „Mystiker“ plädiert, weist darauf hin, dass der Begriff Mystik vage und dehnbar und wegen seiner Unbestimmtheit problematisch sei. In der Moderne habe sich das Feld der Rationalität verengt; daher erscheine jede Philosophie, die außerhalb dieses engen Feldes liege, als mystisch im Sinne von irrational. Eine solche Terminologie werde aber dem Vernunftverständnis des Cusanus nicht gerecht. Sie sei vielmehr Ausdruck einer Sichtweise, die einem schon zu seiner Zeit erhobenen Einwand gegen seine Koinzidenzlehre zugrunde liege, mit dem er sich habe auseinandersetzen müssen.
Rezeption außerhalb der Cusanusforschung

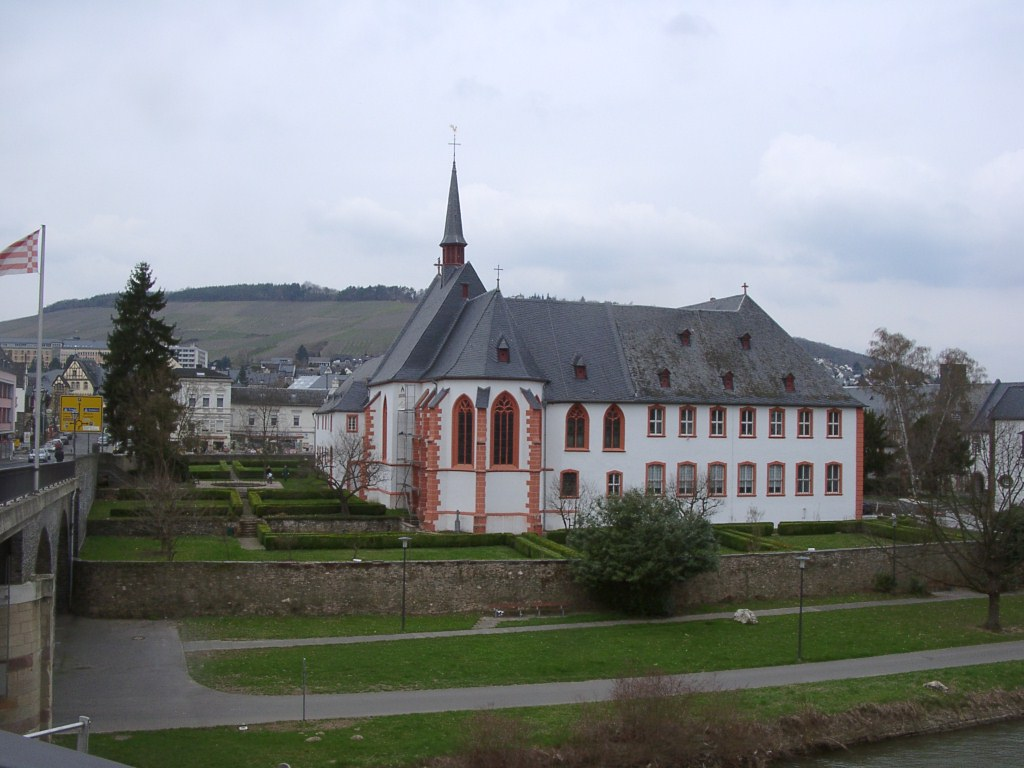
Cusanusstift, Südansicht von der Moselbrücke aus

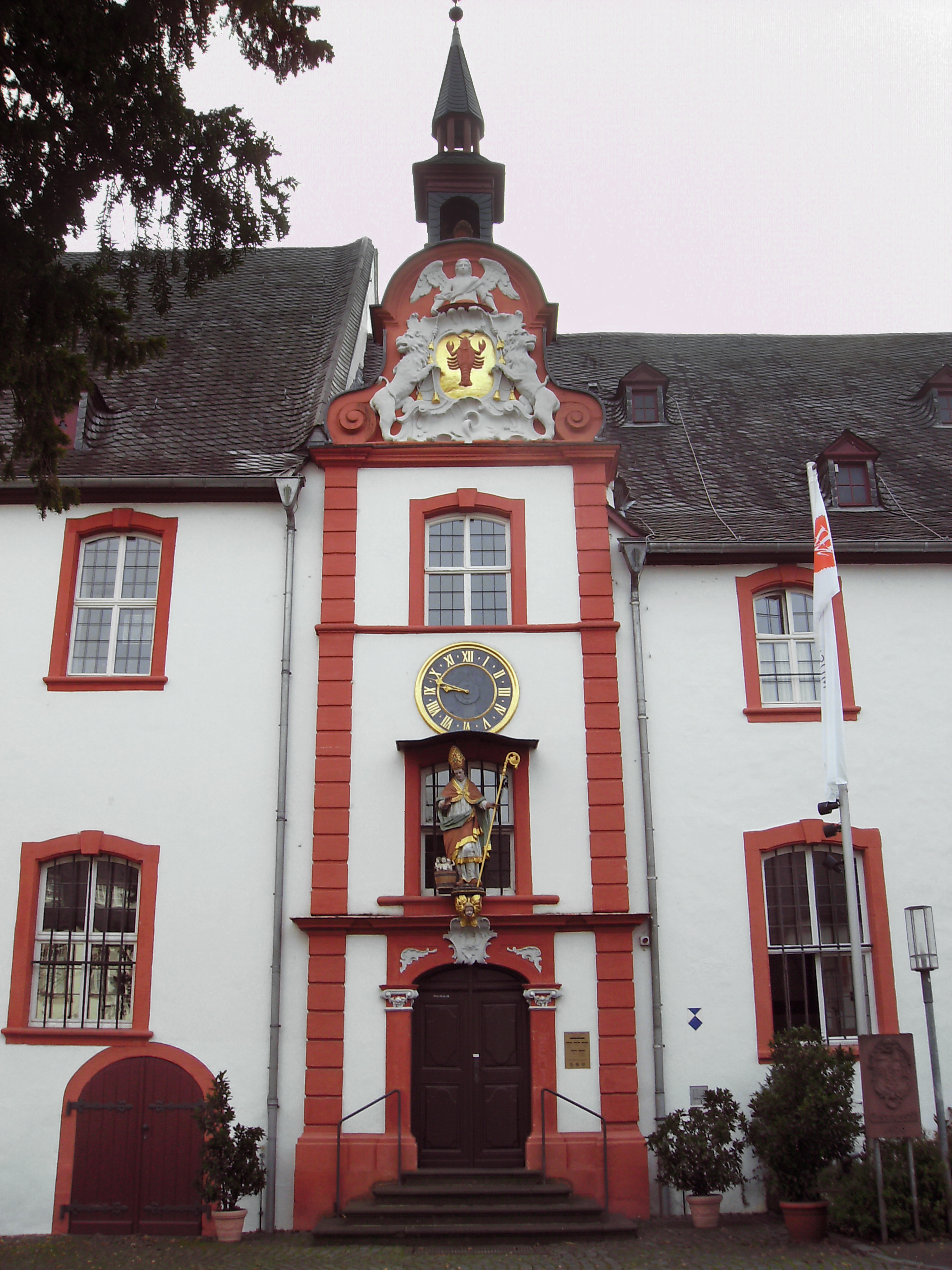
Hauptportal des Cusanusstifts

1958 veröffentlichte der portugiesische Dichter Jorge de Sena ein Gedicht mit dem Titel De Docta Ignorantia, zu dem ihn der cusanische Schlüsselbegriff der „belehrten Unwissenheit“ inspiriert hatte. In dem 1981 posthum veröffentlichten historischen Roman Nuori Johannes des finnischen Autors Mika Waltari, der 2013 deutsch unter dem Titel Johannes Peregrinus erschien, ist Nikolaus von Kues einer der Protagonisten. Thematisiert werden in dem Roman sein Mitwirken am Konzil von Basel, seine Gesandtschaft in Konstantinopel (1437/1438) und seine Teilnahme am Unionskonzil zu Ferrara und Florenz. 2005 veröffentlichte Wolfgang Jeschke den Roman Das Cusanus-Spiel, in dem Nikolaus als literarische Figur auftritt.
Das von Cusanus als Altersheim für Arme gestiftete St-Nikolaus-Hospital (Cusanusstift) in Bernkastel-Kues erfüllt noch heute die Funktion, die der Stifter ihm zugedacht hat.
Cusanus wurde Namensgeber einer Reihe von Institutionen, darunter des Cusanuswerks (bischöfliche Studienförderung) und der Cusanus-Akademie in Brixen. Eine Anzahl von Schulen tragen seinen Namen: das Bischöfliche Cusanus-Gymnasium in Koblenz, das Cusanus-Gymnasium in Erkelenz, das Cusanus-Gymnasium in St. Wendel, das Cusanus-Gymnasium in Wittlich, das Nicolaus-Cusanus-Gymnasium in Bergisch Gladbach, das Nicolaus-Cusanus-Gymnasium in Bonn, das Humanistische-Gymnasium-Nicolaus-Cusanus in Bruneck, die Cusanusschule, eine Grund- und Hauptschule in Münstermaifeld, sowie das Nikolaus-von-Kues-Gymnasium und die Cusanus-Grundschule in seinem Geburtsort Bernkastel-Kues. Die Hochschule für Gesellschaftsgestaltung in Bernkastel-Kues trug nach ihrer Gründung 2014 bis 2023 den Namen „Cusanus Hochschule für Gesellschaftsgestaltung“. In Stuttgart gibt es das Nikolaus-Cusanus-Haus, ein anthroposophisches Seniorenheim. In Bernkastel-Kues, Erfurt, Ingolstadt, Köln und Koblenz gibt es eine Cusanusstraße.
Der Mondkrater Cusanus ist nach ihm benannt.

## Textausgaben und Übersetzungen

### Ausgaben ohne Übersetzung

#### Kritische Gesamtausgabe
- Nicolai de Cusa opera omnia (Gesamtausgabe der Heidelberger Akademie); bisher erschienen:[73]
  - Band 1: De docta ignorantia. Hrsg. von Ernst Hoffmann und Raymond Klibansky, Leipzig 1932.
  - Band 2: Apologia doctae ignorantiae. Hrsg. von Raymond Klibansky, 2. Auflage, Hamburg 2007, ISBN 978-3-7873-1788-2.
  - Band 3: De coniecturis. Hrsg. von Josef Koch und Karl Bormann, Hamburg 1972, ISBN 3-7873-0218-2.
  - Band 4: Opuscula I: De deo abscondito, De quaerendo deum, De filiatione dei, De dato patris luminum, Coniectura de ultimis diebus, De genesi. Hrsg. von Paul Wilpert, Hamburg 1959.
  - Band 5: Idiota, De sapientia, De mente. Hrsg. von Renate Steiger; De staticis experimentis. Hrsg. von Ludwig Baur, 2. Auflage, Hamburg 1983, ISBN 3-7873-0484-3.
  - Band 6: De visione dei. Hrsg. von Heide Dorothea Riemann, Hamburg 2000, ISBN 3-7873-1368-0.
  - Band 7: De pace fidei, cum epistula ad Ioannem de Segobia. Hrsg. von Raymond Klibansky und Hildebrand Bascour, Hamburg 1959.
  - Band 8: Cribratio Alkorani. Hrsg. von Ludwig Hagemann, Hamburg 1986, ISBN 3-7873-0641-2.
  - Band 9: Dialogus de ludo globi. Hrsg. von Hans Gerhard Senger, Hamburg 1998, ISBN 3-7873-1309-5.
  - Band 10 Faszikel 1: Opuscula II: De aequalitate (Vita erat lux hominum); Responsio de intellectu evangelii Ioannis (Quomodo ratio divina sit vita). Hrsg. von Hans Gerhard Senger, Hamburg 2001, ISBN 3-7873-0914-4.
  - Band 10 Faszikel 2a: Opuscula II: De deo unitrino principio: De theologicis complementis. Hrsg. von Heide Dorothea Riemann und Karl Bormann, Hamburg 1994, ISBN 3-7873-1075-4.
  - Band 10 Faszikel 2b: Opuscula II: De deo unitrino principio: Tu quis es ‹de principio›. Hrsg. von Karl Bormann und Heide Dorothea Riemann, Hamburg 1988, ISBN 3-7873-0750-8.
  - Band 11/1: De beryllo. Hrsg. von Hans Gerhard Senger und Karl Bormann, Hamburg 1988, ISBN 3-7873-0749-4.
  - Band 11/2: Trialogus de possest. Hrsg. von Renate Steiger, Hamburg 1973, ISBN 3-7873-0307-3.
  - Band 11/3: Compendium. Hrsg. von Bruno Decker und Karl Bormann, Hamburg 1964.
  - Band 12: De venatione sapientiae, De apice theoriae. Hrsg. von Raymond Klibansky und Hans Gerhard Senger, Hamburg 1982, ISBN 3-7873-0528-9.
  - Band 13: Directio speculantis seu de non aliud. Hrsg. von Ludwig Baur und Paul Wilpert, Leipzig 1944.
  - Band 14: De concordantia catholica libri tres. Hrsg. von Gerhard Kallen, Hamburg 1963–1968.
  - Band 15 Faszikel 1: Opuscula III: Opuscula Bohemica: De usu communionis, Epistulae ad Bohemos, Consilium, Intentio (opusculum dubium). Hrsg. von Stefan Nottelmann und Hans Gerhard Senger, Hamburg 2014, ISBN 978-3-7873-1873-5.
  - Band 15 Faszikel 2: Opuscula III: Opuscula ecclesiastica: Epistula ad Rodericum Sancium, Reformatio generalis. Hrsg. von Hans Gerhard Senger, Hamburg 2007, ISBN 978-3-7873-1730-1.
  - Band 16: Sermones I (1430–1441). Hrsg. von Rudolf Haubst u. a., Hamburg 1991, ISBN 3-7873-0990-X.
  - Band 17: Sermones II (1443–1452). Hrsg. von Rudolf Haubst, Hermann Schnarr u. a., Hamburg 1983 ff. (bisher 6 Faszikel erschienen).
  - Band 18: Sermones III (1452–1455). Hrsg. von Silvia Donati u. a., Hamburg 2007, ISBN 978-3-7873-1733-2.
  - Band 19: Sermones IV (1455–1463). Hrsg. von Silvia Donati u. a., Hamburg 1996–2008 (sieben Faszikel und ein Indexfaszikel).
  - Band 20: Scripta mathematica. Hrsg. von Menso Folkerts, Hamburg 2010, ISBN 978-3-7873-1737-0.

#### Sonstige Ausgaben
- Cusanus-Texte. Winter, Heidelberg (manche hier nicht angeführte Editionen der Cusanus-Texte sind durch die Gesamtausgabe überholt)
  - II. Traktate
    - 1. De auctoritate presidendi in concilio generali, hrsg. Gerhard Kallen, 1935
    - 2. De maioritate auctoritatis sacrorum conciliorum supra auctoritatem papae, hrsg. Erich Meuthen, 1977, ISBN 3-533-02589-6

  - III. Marginalien
  - 1. Nicolaus Cusanus und Ps. Dionysius im Lichte der Zitate und Randbemerkungen des Cusanus, hrsg. Ludwig Baur, 1941
  - 2. Proclus Latinus. Die Exzerpte und Randnotizen des Nikolaus von Kues zu den lateinischen Übersetzungen der Proclus-Schriften
    - 2.1. Theologia Platonis, Elementatio theologica, hrsg. Hans Gerhard Senger, 1986, ISBN 3-533-03744-4
    - 2.2. Expositio in Parmenidem Platonis, hrsg. Karl Bormann, 1986, ISBN 3-533-03746-0

  - 3. Die Exzerpte und Randnoten des Nikolaus von Kues zu den Schriften des Raimundus Lullus, hrsg. Theodor Pindl-Büchel, 1990, ISBN 3-533-04366-5
  - 4. Raimundus Lullus. Die Exzerptensammlung aus Schriften des Raimundus Lullus im Codex Cusanus 83, hrsg. Ulli Roth, 1999, ISBN 3-8253-0910-X
  - 5. Apuleius. Hermes Trismegistus. Aus Codex Bruxellensis 10054–56, hrsg. Pasquale Arfé, 2004, ISBN 3-8253-1596-7

### Ausgaben mit Übersetzungen
- Nikolaus von Kues: Philosophisch-theologische Werke, hrsg. Karl Bormann, 4 Bände, Meiner, Hamburg 2002 (lateinische Texte ohne kritischen Apparat mit deutscher Übersetzung)
- Nikolaus von Kues: Philosophisch-theologische Schriften. Studien- und Jubiläumsausgabe, hrsg. Leo Gabriel u. a. Übersetzt und kommentiert von Dietlind und Wilhelm Dupré, 3 Bände, Herder, Wien 1964–1967 (Sonderausgabe 2014) (lateinische Texte ohne kritischen Apparat mit deutscher Übersetzung)
- Schriften des Nikolaus von Kues in deutscher Übersetzung (im Auftrag der Heidelberger Akademie; jeweils der lateinische Text der kritischen Gesamtausgabe, aber ohne den kritischen Apparat, und deutsche Übersetzung); Meiner, Hamburg (früher Leipzig)
  - Heft 1: Der Laie über die Weisheit. Idiota de sapientia, hrsg. Renate Steiger, 1988, ISBN 978-3-7873-0765-4
  - Heft 2: Über den Beryll. De beryllo, hrsg. Karl Bormann, 4. Auflage, 2002, ISBN 978-3-7873-1608-3
  - Heft 3: Drei Schriften vom verborgenen Gott. De deo abscondito, De quaerendo deum, De filiatione dei, hrsg. und kommentiert von Elisabeth Bohnenstaedt, 3. Auflage, 1958
  - Heft 4: Von Gottes Sehen. De visione Dei, hrsg. Elisabeth Bohnenstaedt, 2. Auflage, 1944
  - Heft 5: Der Laie über Versuche mit der Waage. Idiota de staticis experimentis, hrsg. Hildegund Menzel-Rogner, 1. Auflage, 1942 (Digitalisat), 2. Auflage, 1944
  - Heft 8: Über den Frieden im Glauben. De pace fidei, hrsg. Ludwig Mohler, 1943
  - Heft 9: Dreiergespräch über das Können-Ist, hrsg. Renate Steiger, 3. Auflage, 1991, ISBN 3-7873-0943-8
  - Heft 10: Der Laie über den Geist, hrsg. Martin Honecker und Hildegund Menzel-Roger, 1. Auflage, 1949 (überholt durch Heft 21!) (Digitalisat)
  - Heft 11: Die mathematischen Schriften, hrsg. Josepha Hofmann und Joseph Ehrenfried Hofmann, 2. Auflage, 1980, ISBN 3-7873-0491-6
  - Heft 12: Vom Nichtanderen (De li non aliud), hrsg. Paul Wilpert, 3. Auflage, 1987, ISBN 3-7873-0743-5
  - Heft 15a: Die belehrte Unwissenheit. De docta ignorantia. Buch I, hrsg. Paul Wilpert und Hans Gerhard Senger, 4. Auflage, 1994, ISBN 978-3-7873-1158-3
  - Heft 15b: Die belehrte Unwissenheit. De docta ignorantia. Buch II, hrsg. Paul Wilpert und Hans Gerhard Senger, 2. Auflage, 1977, ISBN 3-7873-0416-9
  - Heft 15c: Die belehrte Unwissenheit. De docta ignorantia. Buch III, hrsg. Hans Gerhard Senger, 1977, ISBN 3-7873-0362-6
  - Heft 16: Kompendium. Kurze Darstellung der philosophisch-theologischen Lehren, hrsg. Bruno Decker und Karl Bormann, 3. Auflage, 1996, ISBN 978-3-7873-1190-3
  - Heft 17: Mutmaßungen. De coniecturis, hrsg. Josef Koch und Winfried Happ, 2002, ISBN 978-3-7873-1604-5
  - Heft 19: Die höchste Stufe der Betrachtung. De apice theoriae, hrsg. Hans Gerhard Senger, 1986, ISBN 978-3-7873-0652-7
  - Heft 20a–c: Sichtung des Korans. Cribratio Alkorani, hrsg. Ludwig Hagemann und Reinhold Glei, 3 Hefte, 1989–1993, ISBN 978-3-7873-0934-4, ISBN 978-3-7873-0937-5, ISBN 978-3-7873-0938-2
  - Heft 21: Der Laie über den Geist. Idiota de mente, hrsg. Renate Steiger, 1995, ISBN 3-7873-0975-6
  - Heft 22: Gespräch über das Globusspiel. Dialogus de ludo globi, hrsg. Gerda von Bredow, 2000, ISBN 978-3-7873-1554-3
  - Heft 23: Tu quis es ‹De principio›. Über den Ursprung, hrsg. Karl Bormann, 2001, ISBN 978-3-7873-1271-9
  - Heft 24: De venatione sapientiae. Die Jagd nach Weisheit, hrsg. Karl Bormann, 2003, ISBN 3-7873-1626-4
- Cusanus-Texte. I. Predigten. 6. Die Auslegung des Vaterunsers in vier Predigten, hrsg. Josef Koch und Hans Teske, Winter, Heidelberg 1940 (enthält mittelhochdeutsche und lateinische Predigten mit deutscher Übersetzung bzw. Übertragung in modernes Deutsch)
- Nikolaus von Kues: Die Kalenderverbesserung. De correctione kalendarii, hrsg. Viktor Stegemann, Kerle, Heidelberg 1955
- Nikolaus von Kues: Vom Frieden zwischen den Religionen, hrsg. Klaus Berger und Christiane Nord, Insel, Frankfurt a. M. 2002, ISBN 3-458-17137-1

### Übersetzungen ohne Originaltext
- Nikolaus von Kues: Predigten in deutscher Übersetzung, übers. Walter Andreas Euler u. a., Aschendorff, Münster 2007 ff.
  - Band 2: Sermones XXVII–CXXI, 2013, ISBN 978-3-402-03482-8
  - Band 3: Sermones CXXII–CCIII, 2007, ISBN 978-3-402-03483-5
- Nikolaus von Kues: De visione Dei. Das Sehen Gottes, übers. Helmut Pfeiffer, 2. Auflage, Paulinus, Trier 2002, ISBN 3-7902-1562-7
- Nikolaus von Kues: Über den Ursprung. De principio, übers. Maria Feigl, Kerle, Heidelberg 1967
- Der Prediger auf der Porta. Die Trierer Predigten des Nikolaus von Kues, übers. Franz-Bernhard Stammkötter, Aschendorff, Münster 2005, ISBN 3-402-02620-1
- Wilhelm Oehl (Hrsg.): Deutsche Mystikerbriefe des Mittelalters, 1100–1550. Wissenschaftliche Buchgesellschaft, Darmstadt 1972 (Nachdruck der Ausgabe München 1931; Leseausgabe in Fraktur, bietet für einige Briefe von und an Cusanus die derzeit einzige neuhochdeutsche Übersetzung)
- Nicolaus Cusanus: Philosophische und theologische Schriften, hrsg. Eberhard Döring, Marix, Wiesbaden 2005, ISBN 978-3-86539-009-7 (Leseausgabe, beruht auf der Übersetzung von Franz Anton von Scharpff von 1862; thematisch geordnete Textauswahl)
- Gerhard Wehr: Der Mystiker Nicolaus Cusanus. Textauswahl und Kommentar. Marix, Wiesbaden 2011, ISBN 978-3-86539-259-6.